# باشگاه فوتبال استقلال تهران در فصل ۰۳–۱۴۰۲
فصل ۰۳–۱۴۰۲ بیست و سومین فصل حضور باشگاه استقلال ایران در لیگ‌برتر ایران است. آبی‌پوشان علاوه بر حضور در مسابقات لیگ برتر ۰۳–۱۴۰۲ در رقابت‌های جام حذفی ایران نیز شرکت می‌کند.
باشگاه فوتبال استقلال ایران، به دلیل مسائل و مشکلات مدیریتی، مالی و اداری در زمینه کسب مجوز مالی با وجود موفقیت در کسب سهمیه شماره یک ایران در مسابقات آسیایی در لیگ قهرمانان آسیا ۲۴–۲۰۲۳ کنار گذاشته شد.

## کیت
| لباس‌اول | دروازه‌بان |

## مرور فصل

### خرداد
یک روز پس از فینال جام حذفی سال گذشته و ناکامی استقلال، سیدابوالفضل جلالی با فسخ قرارداد خود، از باشگاه جدا شد.
ریکاردو ساپینتو سرمربی فصل گذشته استقلال به دلیل عدم نتیجه‌گیری و واگذاری دو جام لیگ برتر و حذفی به رقیب سنتی، با اتمام قرارداد جدایی خود را از استقلال اعلام کرد. مدیران باشگاه نیز علاقه‌ای به تمدید این مربی نداشته و خود ساپینتو به علت مشکلات مالی تصمیم به ترک استقلال گرفت. این مربی پرتغالی پس از جدایی از باشگاه استقلال به باشگاه آپوئل قبرس ملحق شد. همچنین کادر فنی سابق باشگاه نیز به‌طور کامل جدا شدند. در تاریخ ۲۰ خرداد با صدور حکمی از سوی حجت کریمی هفت نفر به عنوان کمیته فنی باشگاه استقلال انتخاب شدند. این نفرات عبارتند از پرویز مظلومی، بهتاش فریبا، محمد مؤمنی، رضا حسن‌زاده، مهدی پاشازاده، سهراب بختیاری‌زاده و مجید نامجومطلق که وظیفه این هفت پیشکسوت انتخاب سرمربی جدید برای هدایت باشگاه استقلال در فصل پیش‌رو و همچنین مشاوره برای خرید و فروش بازیکن در نقل و انتقالات است.
یک روز بعد جلسه مجمع عادی باشگاه ورزشی استقلال به‌طور فوق‌العاده با حضور نمایندگان وزارت ورزش و سازمان خصوصی‌سازی صورت گرفت که طی این جلسه آقایان پرویز مظلومی، محمد مؤمنی و مهدی افضلی از هیئت مدیره برکنار شدند و آقایان علیرضا خانی و مهدی حیدرزاده به جمع نفرات هیئت مدیره اضافه شدند. همچنین در این جلسه، حجت کریمی سرپرست باشگاه نیز تا اطلاع ثانوی در سمت خود ابقا شد. جواد نکونام و محمد ربیعی دو گزینه ایرانی بودند که بیش از بقیه نامشان برای تصدی سرمربیگری استقلال مطرح بود. در این بین نام خوان رامون لوپز اسپانیایی نیز به میان آمد و حتی این مربی به ایران نیز سفر کرد و مدیران باشگاه در اقدامی عجیب برای این شخص کنفرانس خبری برگزار کردند. با اعلام کمیته انضباطی فدراسیون فوتبال و با توجه به اتفاقات رح داده در بازی فینال جام حذفی استقلال باید اولین دیدار خود در فصل بعدی رقابت‌های جام حذفی را بدون حضور تماشاگرانش برگزار کند.
پس از کش و قوس‌های فراوان در ۳۰ خرداد با اعلام حجت کریمی مدیرعامل باشگاه استقلال، جواد نکونام هدایت استقلال را در فصول آینده به عهده گرفت. جواد نکونام به علت ممنوع‌الکاری کمی دیر توانست با استقلال قرارداد همکاری امضاء کند. روز بعد، طی مراسم معارفه سرمربی جدید باشگاه، در حضور اصحاب رسانه و خبرنگاران قرارداد ۳ ساله جواد نکونام با حضور مدیران رده بالای باشگاه امضاء گردید و آقایان حجت کریمی و جواد نکونام اقدام به سخنرانی نیز کردند.

### تیر
استقلال که هنوز به صورت جدی وارد بازار نقل و انتقالات نشده بود در روز سوم تیر با فسخ قرارداد سیلوا وارد شوک جدی شد. با اعلام جواد نکونام، سرمربی استقلال تمرینات این تیم برای شروع فصل جدید از روز چهارشنبه، هفتم تیر در کمپ ناصر حجازی آغاز می‌شود.
در تاریخ چهارم جعفر سلمانی با مدیران باشگاه برای تمدید قرارداد خود به توافق رسید و اولین بازیکنی خواهد بود که قراردادش را تمدید می‌کند. ابوالفضل جلالی نیز طی نشست با جواد نکونام در کمپ حجازی تصمیم گرفت که در جمع آبی‌پوشان ماندنی شود. همچنین هاشمی‌نسب و کیانوش رحمتی همراه با بازیکنان در جلسه با جواد نکونام حضور یافتند تا به حضور خود در استقلال رسمیت ببخشند. در تاریخ پنجم تیر ماه در حالی که عمر کمیته فنی باشگاه استقلال به دو هفته نرسیده بود با دستور هیئت مدیره باشگاه استقلال، این کمیته منحل شد. همچنین به علت عید قربان، اولین جلسه تمرینی تیم استقلال در فصل جدید، به روز پنجشنبه هشتم تیرماه موکول شد.
در تاریخ هشتم تیر اولین جلسه تمرین استقلال با حضور جواد نکونام در کمپ ناصر حجازی برگزار شد. در این تمرین محمد نوازی هم حضور داشت و بدین ترتیب به کادر فنی نکونام اضافه شد. بعضی از اتفاقات اولین تمرین این فصل استقلال را به حاشیه کشاند. اتفاقات این تمرین از نصب بنر برای حجت کریمی و علی امیری آغاز شد که توسط یکی از هواداران تیم پاره شد. در ادامه هواداران علیه حجت کریمی شعارهای تندی سر دادند که چند تن از لیدرهای استقلال به ضرب و شتم این هواداران پرداختند. جواد نکونام سرمربی استقلال بعد از این اتفاق به احترام هواداران استقلال تمرین تیمش را نیمه کاره تعطیل کرد و همراه با بازیکنان به رختکن رفت. پس از اینکه حسین حسینی در اولین تمرین استقلال حضور نداشت با انتشار پستی در اینستاگرام از هواداران استقلال خداحافظی کرد.
در تاریخ ۱۰ تیر، مهرداد محمدی با قراردادی ۲ ساله از باشگاه السیلیه قطر به استقلال پیوست. همچنین در این روز سعید مهری با حضور در سازمان لیگ، قراردادش را به صورت یک‌طرفه با باشگاه استقلال فسخ کرد. حجت کریمی سرپرست باشگاه استقلال رسماً اعلام کرد قرارداد عارف غلامی تمام شده و در لیست سرمربی هم نیست و این بازیکن می‌تواند جدا شود.
در تاریخ ۱۱ تیر آرمین سهرابیان با قراردادی دو ساله به استقلال پیوست. یک روز بعد، شایعاتی در مورد پیوستن علیرضا بیرانوند به استقلال در فضای مجازی و خبرگزاریها منتشر شد و در ادامه به بالاترین حد خود رسید. باشگاه پرسپولیس نیز با انتشار بیانیه‌ای استقلال را محکوم به اغوای بیرانوند کرد. و ادعا کرد از باشگاه استقلال به دلیل مذاکره با بازیکن تحت قرارداد این باشگاه شکایت خواهد کرد. همچنین در تمرینات ۱۲ تیر محمدحسین مرادمند که قراردادش با باشگاه به اتمام رسیده بود، به درخواست سرمربی در تمرینات تیم شرکت نمود.
در تاریخ ۱۴ تیر علی سامره به عنوان سرپرست استقلال منصوب شد. همچنین در نهایت تیم مدیریتی استقلال در پروژه جذب علیرضا بیرانوند شکست خورد. البته این موضوع بسیار گسترده شد و حتی قوه قضاییه نیز در این امر اظهار نظر کرد. کریمی و امیری که سعی می‌کردند با جذب دروازه‌بان پرسپولیس در بین هواداران استقلال جایگاه خاصی را کسب کنند پس از قبول شکست در این امر یکی پس از دیگری از سمتهای خود کناره‌گیری کردند. ابتدا علی امیری معاون ورزشی استقلال حوالی ساعت ۲۰ از سمت خود استعفا داد و دو ساعت بعد حجت کریمی سرپرست باشگاه استقلال خبر استعفایش را در تلگرام رسمی باشگاه منتشر نمود. پس از استعفای مدیران استقلال هواداران هر روز با تجمع در برابر دفتر باشگاه دست به اعتراض زدند و خواهان رسیدگی به مشکلات استقلال شدند. هواداران استقلال با بنرها و دست نوشته‌های متفاوت خواهان حل مشکلات این باشگاه بودند. با تمام این مشکلات، در آخرین ساعات شنبه ۱۷ تیر ۱۴۰۲، علی خطیر به عنوان مدیرعامل باشگاه استقلال انتخاب شد. همچنین یک روز بعد، قرعه‌کشی لیگ بیست‌وسوم صورت گرفت و برنامه بازی‌های استقلال و سایر باشگاه‌ها مشخص شد و بنابراین استقلال در هفته اول مهمان صنعت نفت آبادان خواهد بود.
در تاریخ ۱۹ تیر استقلال در یک بازی درون باشگاهی با چهار گل امیدهای باشگاه را شکست داد. برای استقلال حردانی و رضاوند در نیمه اول و آزمون و رمضانی در نیمه دوم، چهار گل شاگردان جواد نکونام را به ثمر رساندند. در تاریخ ۲۰ تیر پنجره نقل و انتقالاتی تیم استقلال بسته شد. در همان روز، باشگاه استقلال قرارداد محمدحسین مرادمند را به مدت ۲ فصل تا پایان سال ۱۴۰۴ تمدید کرد.
استقلال در تاریخ ۲۲ تیر در یک بازی دوستانه توانست تیم پیکان را با نتیجه سه بر صفر شکست بدهد. در این بازی مطهری، محمدی (پنالتی) و خاقانی گلزنی کردند.
با حضور خطیر در سمت مدیرعاملی نیز تغییر خاصی در روند یارگیری استقلال ایجاد نشد و هواداران هر روز با تجمع در جلوی دفتر باشگاه به منفعل بودن مدیران معترض بودند. حتی در روز ۲۶ تیر امیرحسین صادقی کاپیتان سالهای گذشته استقلال نیز به هواداران متعرض پیوست. از دیگر چهرهای سرشناس حاضر در بین هواداران معترض می‌توان از مهدی فنونی‌زاده و امیر غفارمنش نام برد. در تاریخ ۲۵ تیر ایمان سلیمی با قراردادی دو ساله از تیم مس رفسنجان به استقلال پیوست. در حالی که حسینی با انتشار پستی از استقلال خداحافظی کرده بود به مدت دو سال دیگر قرارداداش را با استقلال تمدید کرد. در ادامه این روز شلوغ احکام فیفا در پرونده محبی و قایدی صادر شد تا استقلال با دردسر جدید پرداخت حق رشد این دو بازیکن به تیم شاهین بوشهر روبرو شود.
در تاریخ ۲۶ تیر استقلال در سومین بازی دوستانه خود در کمپ ناصر حجازی در برابر تیم هوادار با نتیجه ۴ بر ۲ شکست خورد. در این بازی مرادمند و مطهری برای استقلال گلزنی کردند. در تمرین روز ۳۰ تیر سعید مهری در تمرینات استقلال حاضر شد تا بدین ترتیب مشخص شود که از فسخ قراردادش با استقلال منصرف شده‌است.
در تاریخ ۳۱ تیر دو بازیکن با استقلال قرارداد بستند. ابتدا خبر قرارداد پنج ساله آریا برزگر مهاجم فصل پیش نفت مسجدسلیمان منتشر شد؛ و سپس قراداد سه ساله محمدرضا خالدآبادی دروازه‌بان تیم هوادار رسانه‌ای شد.

### مرداد
در اولین روز مرداد شاگردان جواد نکونام در چهارمین دیدار دوستانه خود قبل از آغاز فصل به مصاف آلومینیوم اراک رفتند که این دیدار با تساوی یک بر یک به پایان رسید. گل استقلال توسط زبیر نیک‌نفس به ثمر رسید. مشکلات فراوان مالی و عدم پرداخت پول برای پیش فصل باعث شد که بازیکنان استقلال اعتصاب کرده و از تمرین در روز دوم مرداد امتناع کنند. در پی ادامه اعتصاب بازیکنان استقلال به علت مشکلات مالی تمرین روز سوم مرداد نیز انجام نشد. در تاریخ ششم مرداد و پس از قول مدیران استقلال برای حل مشکلات مالی بالاخره بازیکنان اعتصاب خود را شکسته و تمرینات این تیم از سر گرفته شد.
در تاریخ ۸ مرداد سجاد شهباززاده در تصمیمی دو طرفه از جمع بازیکنان استقلال جدا شد و به تیم مس رفسنجان پیوست. شهباززاده برای جدایی از استقلال نیمی از مطالبات خود را بخشید. در تاریخ ۱۱ مرداد یوسو سسما مربی بدنساز به همراه آندونی سسما مندز مربی ریکاوری و بازتوانبخشی معرفی شده از سوی جواد نکونام برای حضور در کادر فنی این فصل استقلال وارد ایران شدند. در روز دوازدهم مرداد منتظر محمد بازیکن تیم ملی امید عراق با قراردادی دو ساله به استقلال پیوست. آخرین بازی پیش فصل استقلال مقابل تیم آریو اسلامشهر در تاریخ سیزدهم مرداد در ورزشگاه دستگردی تهران برگزار شد. در این بازی استقلال با گلهای یامگا و بابایی موفق به کسب پیروزی دو گله شد. هدایت تیم آریو بر عهده جواد زرینچه بود. پس از جدایی شهباززاده مهاجم قد بلند بعدی استقلال یعنی آرمان رمضانی نیز به صورت توافقی از استقلال جدا شد. رمضانی برای جدایی از استقلال، بخشی از مطالبات خودش را بخشید و برای دریافت مابقی مطالباتش نیز با مدیران باشگاه به توافق رسید و چک گرفت. پس از اینکه منتظر محمد به استقلال پیوست اعلام شد که این بازیکن از طریق مدیریت باشگاه و علی خطیر به تیم اضافه شده و او اساساً مورد نظر جواد نکونام نبوده‌است به همین خاطر احتمالاً از استقلال جدا خواهد شد. چند روزی از خیر جدایی رمضانی از استقلال نمی‌گذشت که این بازیکن مجدد به تمرینات استقلال فراخوانده شد و قطعاً در لیست این فصل آبی‌پوشان قرار دارد. در تاریخ ۱۹ مرداد با اعلام باشگاه استقلال مهدی هاشمی‌نسب با عقد قراردادی به کادر فنی جواد نکونام ملحق شد؛ که این اتفاق با واکنش مثبت هواداران همراه بود. همچنین چند ساعت قبل از بازی استقلال و صنعت نفت از کیت و لباس‌های فصل ۰۳–۱۴۰۲ رونمایی شد و با ارائه چند پوستر طراحی لباس‌ها به هواداران نشان داده شد.

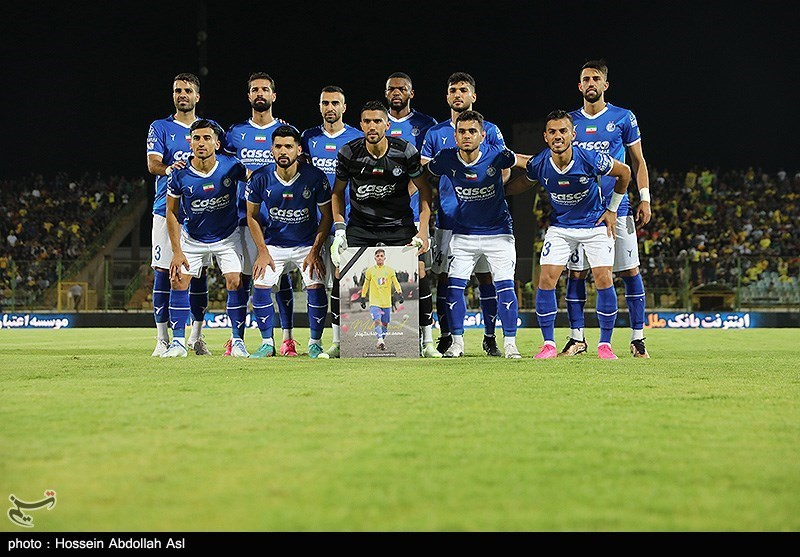
نخستین عکس گروهی تیم در هفته اول مسابقات لیگ برتر مقابل صنعت نفت آبادان

تیم استقلال در اولین بازی فصل در آبادان و در ورزشگاه تختی به مصاف تیم صنعت نفت رفت و در پایان با سه گل به پیروزی رسید. آرش رضاوند موفق شد به زیبایی اولین گل فصل استقلال را به ثمر برساند و در ادامه با گلزنی ارسلان مطهری و صالح حردانی آبی‌پوشان به یک پیروزی قاطعانه دست یافتند. ابوالفضل جلالی ستاره این دیدار بود که توانست روی گل اول مؤثر باشد و گل دوم نیز با پاس دقیق او به مطهری به دست آمد، اما علاوه بر این در امر دفاعی نیز عملکرد درخشانی برجای گذاشت.
استقلال در روز بیستم مرداد در یک بازی دوستانه در برابر تیم شهر راز با نتیجه دو بر دو متوقف شد. هر دو گل استقلال توسط محمدی به ثمر رسید. گل دوم استقلال از نقطه پنالتی به دست آمد.
با توجه به مشکلات پیش آمده به خاطر سقف قرارداد تیمها استقلال مجبور شد منتظر محمد بازیکن عراقی خود را به صورت قرضی به مس رفسنجان بدهد.سعید مهری که قرارداداش را با استقلال فسخ کرده بود با امضای قراردادی جدید در استقلال ماندگار شد.
استقلال در هفته دوم لیگ برتر در ورزشگاه آزادی میزبان ملوان بود که با تک گلی که توسط مرادمند به ثمر رسید به دومین سه امتیاز خود در این فصل دست یافت. بازی استقلال در این دیدار دلچسب نبود و مهم‌ترین اتفاق این بازی مهار پنالتی مهران احمدی توسط حسین حسینی بود.
در تاریخ ۲۷ مرداد استقلال در ورزشگاه همای تهران با بازیکنانی که در بازی با ملوان به میدان نرفته بودند به مصاف تیم داماش گیلان رفت و با نتیجه دو بر صفر مغلوب این تیم شد.
استقلال عجیب‌ترین فصل نقل و انتقالات را در تاریخ خود سپری کرد. برای تثبیت این نکته می‌توان به قراداد مجدد با بازیکنانی که فسخ کرده بودند و همچنین فسخ قرارداد بازیکنانی که در این فصل به این تیم پیوسته بودند اشاره کرد. در ادامه این فصل عجیب آریا برزگر که در تاریخ ۳۱ تیر به استقلال پیوسته بود پس از گذشت ۲۹ روز از این تیم جدا شد و به نساجی پیوست. سینا سعیدی‌فر که با حضور خالدابادی دروازه‌بان سوم استقلال بود از این تیم جدا شد و به شمس‌آذر پیوست

### شهریور

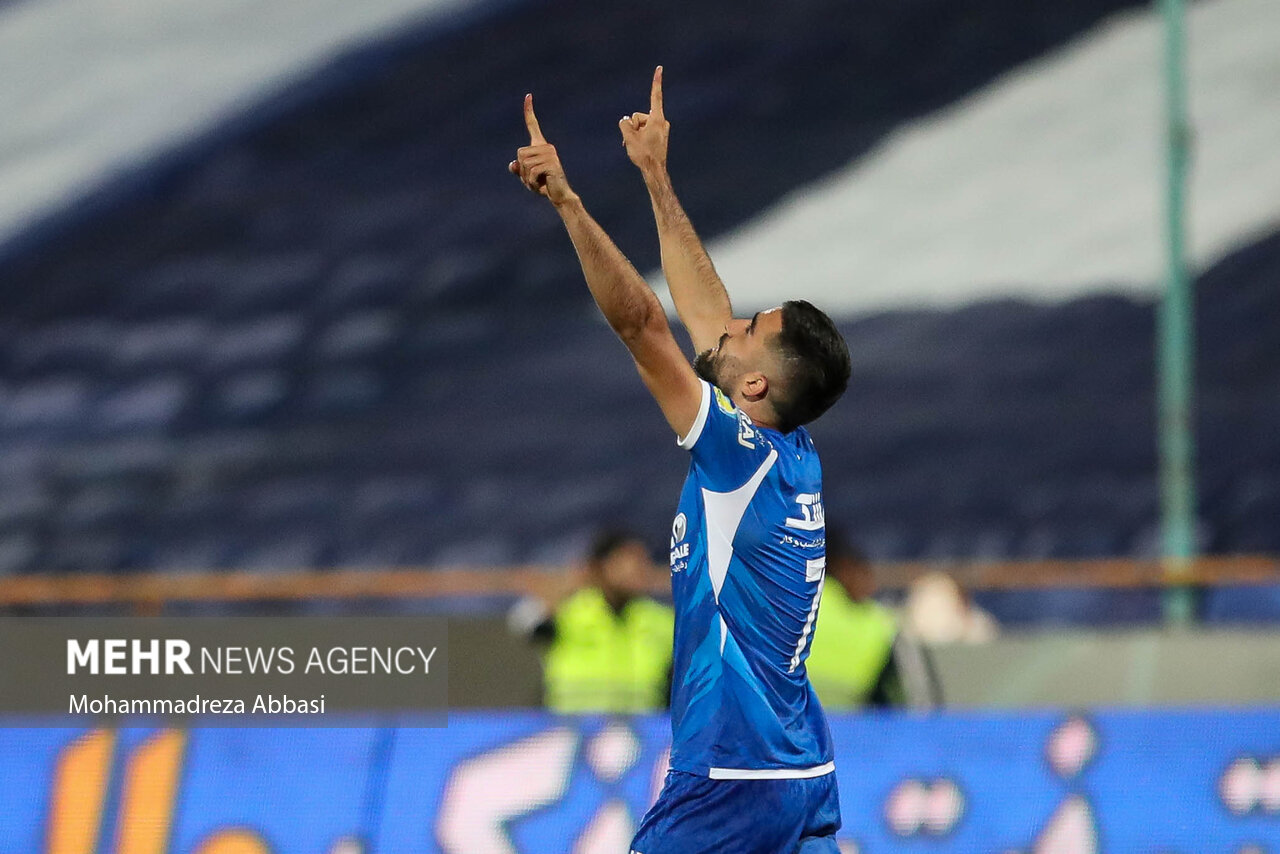
مهرداد محمدی در بازی مقابل استقلال خوزستان در هفته چهارم، هزارمین گل استقلال تهران در تاریخ لیگ برتر خلیج فارس را به ثمر رساند.

استقلال در اولین روز شهریور در ورزشگاه نقش جهان میهمان تیم سپاهان بود که با تک گل رضا اسدی این بازی را یک بر صفر واگذار کرد. گل تیم اصفهانی ماحصل یک ضربه پنالتی بود که با نظر اکثر کارشناسان در اعلام این ضربه پنالتی اشتباه کرده‌است. حسینی برای دومین هفته متوالی موفق به مهار ضربه پنالتی شد ولی برخلاف بازی قبلی این‌بار در برگشت دروازه استقلال گشوده شد. بعد از این بازی روزبه چشمی از شرایط حاکم بر بازی و عدم حضور تماشاگران در ورزشگاه آزادی انتقاد کرد که با حکم کمیته انضباطی تا اطلاع ثانوی از حضور در بازیهای استقلال محروم شد. پس از بررسی مستندات باشگاه استقلال کمیته انضباطی روزبه چشمی را با صدور اطلاعیه‌ای از محرومیت یک جلسه‌ای که تا شش ماه حالت تعلیقی دارد محکوم کرد. استقلال در هفته چهارم مسابقات لیگ برتر با نتیجه یک بر صفر از سد استقلال خوزستان عبور کرد. تک گل استقلال در این بازی را مهرداد محمدی به ثمر رساند. بدین ترتیب استقلال به رکورد هزار گل در تاریخ لیگ برتر دست یافت و قبل از دیگر تیمهای لیگ برتری تعداد گلهایش چهار رقمی شد.
بعد از کلی چالش میان سرمربی و مدیرعامل وقت استقلال این تیم بالاخره یک بازیکن خارجی به نام گوستاوو بلانکو را به خدمت گرفت.
استقلال در تاریخ ۲۱ شهریور در یک بازی دوستانه با نتیجه سه بر یک از سد صنعت نفت گذشت. در این بازی رضاوند، محمدی و بابایی برای استقلال گلزنی کردند.
استقلال در تعطیلات لیگ برتر بار دیگر در دیداری دوستانه به میدان رفت که اینبار با نتیجه تساوی یک بر یک مقابل گل‌گهر در ورزشگاه الیاف متوقف شد. این بازی در تاریخ ۳۰ شهریور انجام شد.

### مهر
بازیکنان استقلال که قبل از شروع فصل به خاطر مشکلات مالی دست به اعتصاب زده و چند روزی از تمرین سرباز زدند. اینبار در روزهای آغازین پاییز نیر با اعتصاب جمعی تمرینات استقلال را تعطیل کردند.
با توجه به اینکه استقلال چهار بازیکن به نام‌های حسین حسینی، ارسلان مطهری، سامان تورانیان و امید حامدی‌فر در ترکیب تیم ملی امید ایران به بازیهای آسیایی هانگژو فرستاده‌است، جواد نکونام این تضمین را از سازمان لیگ دریافت کرد که بازی‌های تیمش تا زمان حضور ایران در بازی‌های آسیایی به تعویق بیفتد؛ بنابراین احتمالاً استقلال دو ماه را بدون برگزاری بازی رسمی طی خواهد کرد.
در تاریخ یازدهم مهر پنجره نقل و انتقالاتی استقلال که به خاطر بدهی به باشگاه شاهین بوشهر بسته بود پس از پرداخت مطالبات تیم مزبور و تأیید فیفا، باز شد.
با رأی کمیته انضباطی فیفا، باشگاه استقلال به پرداخت هشتصد هزار دلار به رافائل سیلوا برزیلی محکوم شد. استقلال در روز دهم مهر در یک بازی دوستانه موفق شد با تک گل آرمان رمضانی تیم ملوان را شکست بدهد.
استقلال بعد از چهل روز تعطیلی لیگ برتر در بازی هفته هفتم مهمان تیم مس رفسنجان بود که با یک گل از سد این تیم گذشت. گل استقلال در پی ارسال مهری بر روی دروازه و اشتباه میثم تیموری (مدافع حریف) به دست آمد. استقلال که در این فصل فردای روز بازیهای رسمی یک بازی دوستانه انجام داده‌است این‌بار در یک بازی تدارکاتی در برابر تیم بلندپایه یادمان با نتیجه ۵ بر ۰ به برتری رسید. در این بازی امیرعلی صادقی و حسام اسکندری هر کدام دو گل زدند و دیگر گل آبی‌پوشان هم توسط بابایی به ثمر رسید. استقلال در روز ۲۲ مهر در یک بازی دوستانه تیم پیام تهر ان را با نتیجه دو بر صفر شکست داد. گلهای استقلال توسط جلالی و صادقی به ثمر رسید. در این بازی بابایی مصدوم شد و چند هفته از بازیها را از دست داد. در هفته ششم لیگ برتر شاگردان نکونام به مصاف تیم هوادار رفت و در کمتر از ۱۵ دقیقه دو گل خورد. در ادامه استقلال بر بازی مسلط شد و توانست با گل دقیقه ۸۴ مهرداد محمدی با سه گل از حریف خود پیش بیافتد و با یک کامبک به یادماندنی صاحب سه امتیاز بازی شود. در این بازی مهرداد محمدی دو گل و یامگا نیز یک گل (پنالتی) برای استقلال به ثمر رساندند.

### آبان
استقلال در پنجمین روز از آبان ماه در هفته هشتم لیگ برتر به مصاف تیم آلومینیوم اراک رفت و با تک گل آرمان رمضانی موفق به کسب برد شد. در این بازی مرادمند در دقیقه ۸۳ با دریافت کارت زرد دوم از زمین بازی اخراج شد.جواد نکونام سرمربی استقلال طی حکمی از سوی کمیته انضباطی فدراسیون فوتبال بخاطر اظهاراتش علیه داور بازی استقلال و آلومینیوم اراک تا اطلاع ثانوی محروم شد. این مربی باید دفاعیات خود را ظرف مهلت ۴۸ ساعت به کمیته انضباطی فدراسیون ارسال کند.
استقلال در هفته نهم لیگ برتر در شهر قزوین به مصاف شمس‌آذر رفت و با نتیجه دو بر دو در برابر حریف خود متوقف شد. در این بازی یامگا از روی نقطه پنالتی گلزنی کرد و رمضانی نیز روی اشتباه مدافع حریف گل دوم را به ثمر رساند. در بیستمین روز آبان استقلال میزبان تیم تراکتور بود که با یک بازی حساب شده و هوشمندانه با گلهای سلیمی و بلانکو حریف خود را با شکست دو بر صفر بدرقه نمود. در روز ۲۷ آبان در یک بازی دوستانه شاگردان نکونام موفق به شکست دادن تیم نفت مسجدسلیمان شدند. تک گل این بازی دوستانه توسط یامگا به ثمر رسید.

### آذر
بعد از تعطیلی دو هفته‌ای لیگ این‌بار استقلال در اصفهان به مصاف تیم ذوب‌آهن رفت و با تساوی یک بر یک مقابل این تیم متوقف شد. در این بازی سهرابیان برای استقلال گلزنی کرد و گل تیم اصفهانی نیز به اشتباه توسط مهدی‌پور وارد دروازه استقلال شد. استقلال در هفته دوازدهم لیگ برتر در تاریخ ۱۸ آذر در اهواز در برابر فولاد با تساوی بدون گل متوقف شد. در تاریخ ۲۳ آذر دربی شماره ۱۰۲ برگزار شد. برای اولین بار در تاریخ لیگ برتر یک بازی با وجود سیستم ویدیویی (VAR) انجام شد. در این بازی ابتدا پرسپولیس به گل رسید و در دقیقه ۷+۹۰ خطا بر روی آرش رضاوند پس از بررسی با سیستم ویدیویی اعلام پنالتی شد و یامگا این پنالتی را گل کرد تا بازی با حساب یک بر یک به پایان برسد. این بازی حواشی بسیاری داشت و عده‌ای از کارشناسان معتقد بودند که حامدی‌فر باید در دقیقه ۶۰ اخراج می‌شد و عده‌ای دیگر از کارشناسان معتقد بودند خطا بر روی پیمان بابایی نیز پنالتی بوده‌است.
استقلال در هفته سیزدهم لیگ برتر در برابر نساجی با ۴ گل به برتری رسید. در این بازی استقلال نیمه اول را با برتری یک بر صفر به پایان رساند. این گل توسط سهرابیان به ثمر رسید. ولی طوفان شاگردان نکونام در نیمه دوم راه افتاد و در عرض ۳۲۶ ثانیه سه بار دروازه تیم نساجی را باز کردند. این سه گل توسط محمدی رمضانی و جلالی به ثمر رسید تا بهترین برد این فصل آبی‌پوشان رقم بخورد. ا نکته جالب درخصوص گل‌های استقلال، فاصله کم زمانی میان گل دوم تا چهارم است. به نحوی که آبی پوشان ظرف پنج دقیقه ۲۶ ثانیه توانستند سه بار دروازه نساجی را فتح کنند. تا کنون سابقه نداشته که آبی‌پوشان تهران در لیگ برتر، بتوانند دروازه تیمی را ظرف چنین مدت زمان کوتاهی، سه مرتبه باز کنند.
استقلال در هفته چهاردهم لیگ برتر در سیرجان میهمان تیم گل‌گهر بود که این بازی با حساب تساوی یک بر یک به پایان رسید. تک گل استقلال توسط یامگا از روی نقطه پنالتی به ثمر رسید. در تاریخ ۵ دی با رای کمیته استیناف امتیازات کسر شده از پرسپولیس و سپاهان به حساب این دو تیم بازگشت داده شد و در حالی که استقلال در پایان هفته چهاردهم صدرنشین لیگ بود با این اتفاق به رده دوم جدول رفت و سپاهان صدرنشین لیگ شد. در تاریخ ششم دی نیز کمیته انضباطی رای خود در مورد شکایت صورت گرفته از استقلال را رد کرد و اعلام نمود این تیم از سقف قرارداد تخطی نکرده است.
استقلال در آخرین بازی نیم فصل اول در برابر پیکان با حساب دو بر یک به برتری رسید در این بازی سهرابیان و بابایی برای استقلال گلزنی کردند. با کسب این برد جمع امتیازات استقلال در نیم فصل اول به عدد ۳۲ رسید و با توجه به شکست سپاهان در بازی پایانیش استقلال نیم فصل اول را با صدرنشینی به پایان رساند. پس از انجام بازیهای هفته پانزدهم به دلیل برگزاری هجدهمین دوره جام ملتهای آسیا لیگ برتر تا اواخر بهمن تعطیل شد. در لیست اعلامی تیم ملی برای حضور در این بازی‌ها از استقلال حسینی و چشمی حضور داشتند.

### بهمن
در تاریخ ۱۵ دی ۱۴۰۲ رافائل سیلوا با قراردادی یکسال و نیم به استقلال برگشت.
در تاریخ ۱۷ دی سعید مهری قرارداد خود را فسخ کرد و به تیم آپوئل قبرس پیوست. در اواخر دی ماه و برای چندمین بار در فصول اخیر پنجره نقل و انتقالات استقلال با حکمی از سوی فیفا به مدت سه پنجره بسته شد. البته در صورتی که استقلال مطالبات شاکیان را پرداخت نماید پنجره این تیم باز خواهد شد.
در تمرین روز ۲۶ دی و پس از برخورد حامدی‌فر و یامگا بازیکن فرانسوی استقلال از چشم چپ خود شدیداً آسیب دید و به بیمارستان منتقل شد. یامگا چندین بار توسط پزشکان تحت عمل جراحی قرار گرفت ولی به خاطر مشکلی که در دیدش به وجود آمد ادامه فصل را از دست داد.
در تاریخ پانزدهم بهمن جلال‌الدین ماشاریپوف با قراردادی به مدت یک فصل و نیم به استقلال پیوست در ادامه خریدهای نیم فصل استقلال میلاد فخرالدینی را به مدت یک فصل و نیم به خدمت گرفت. در این فصل تنش‌های بسیاری بین سرمربی استقلال و مدیر این تیم در مورد بازیکنان مد نظر مربی صورت گرفت و خریدهای استقلال باب میل سرمربی این تیم نبود. در تاریخ بیستم بهمن و پس از واریز طلب دستیاران ریکاردو ساپینتو پنجره نقل و انتقالاتی استقلال باز شد.
پس از پایان بازیهای جام ملتهای آسیا لیگ برتر مجدداً از سر گرفته شد و استقلال در اولین بازی خود به مصاف تیم صنعت نفت آبادان رفت. در این بازی شاگردان نکونام با تک گل مهدی مهدی‌پور موفق به شکست دادن حریف خود شدند.

### اسفند
در بازی هفته هفدهم استقلال میهمان تیم ملوان انزلی بود و این بازی با تساوی یک بر یک به پایان رسید. تک گل آبی‌پوشان توسط جلال‌الدین ماشاریپوف به ثمر رسید.
در بازی هفته هجدهم استقلال با تک گل روزبه چشمی که حاصل یک شوت بسیار زیبا بود موفق به شکست دادن تیم سپاهان در ورزشگاه آزادی شد.
در چهاردهمین روز اسفند استقلال در رفسنجان مهمان مس این شهر از سری مسابقات جام حذفی بود که با حساب دو بر صفر مغلوب میزبان خود شد و از مسابقات جام حذفی کنار رفت. در دقیقه ۱۲ بازی صالح حردانی در گل کردن ضربه پنالتی موفق نبود. همچنین با تأیید اکثر کارشناسان گل دوم تیم مس در شرایط آفساید به ثمر رسید. در بازی هفته نوزدهم استقلال در ورزشگاه غدیر مهمان همنام اهوازی خود بود که با تک گل بلانکو موفق به کسب هر سه امتیاز این بازی شد. از نکات قابل ذکر متوقف شدن بازی در نیمه اول به دلیل خاموش شدن نورافکن ورزشگاه و توقف بازی در نیمه دوم به دلیل بی انضباطی تماشاگران بود که موجب شد داور در مجموع دو نیمه ۲۵ دقیقه وقت اضافی برای این بازی در نظر بگیرد. در تاریخ ۲۳ اسفند بازی دو تیم استقلال و پرسپولیس که از هفته بیستم لیگ برتر در ورزشگاه آزادی برگزار شد با تساوی بدون گل به پایان رسید. همانند بازی رفت این بازی نیز با استفاده از کمک داور ویدیویی برگزار شد. آخرین بازی استقلال در سال ۱۴۰۲ در برابر هوادار در زمین چمن ورزشگاه دستگردی تهران و بدون حضور تماشاگر برگزار شد که در این بازی شاگردان نکونام با گل ثانیه ۴۴ سهرابیان یک بر صفر برنده از زمین خارج شدند تا ۴۶ امتیاز و به عنوان صدرنشین سال شمسی را به پایان برسانند. نکته قابل ذکر این بازی گل زود هنگام آرمین سهرابیان می‌باشد که سریع‌ترین گل استقلال در تاریخ لیگ برتر لقب گرفت. بعد از بازی هفته بیست‌ویکم و با توجه به نزدیک شدن به عید نوروز و همچنین فیفا دی بازیهای لیگ برتر با وقفه بیست روزه مواجه شد. و از سوی امیر قلعه‌نویی سرمربی وقت تیم ملی فوتبال ایران حسین حسینی، ابوالفضل جلالی و صالح حردانی به اردوی تیم ملی برای انجام دو بازی در برابر تیم ملی ترکمنستان دعوت شدند.

### فروردین
در اوایل فروردین ماه مشخص شد که پنجره نقل و انتقالاتی تیم فوتبال استقلال در اواخر اسفند سال ۱۴۰۲ به خاطر بدهی به باشگاه سانتا کلارا پرتغال بسته شده است. در تاریخ یازدهم فرودین ۱۴۰۳ مدارک تیم فوتبال استقلال تهران برای اخذ مجوز حرفه‌ای و حضور در لیگ قهرمانان آسیا بارگذاری شدند. شایعاتی در فضای مجازی مبنی بر حذف استقلال از لیگ قهرمانان آسیا به خاطر بدهی این باشگاه به تیم سانتا کلارا پرتغال در بحث انتقال محمد محبی وجود داشت که توسط رسانه رسمی باشگاه این شایعات رد شد و با انتشار تفاهم نامه امضا شده بین دو باشگاه تمام ابهامات برطرف شد.
در تاریخ هجدهم فروردین استقلال اولین بازی رسمی خود در سال ۱۴۰۳ را در ورزشگاه آزادی با تساوی دو بر دو در برابر مس رفسنجان به پایان رساند. در این بازی استقلال دو بار از حریف خود عقب افتاد که هر دو بار با زدن گل تساوی نتیجه را جبران کرد. هر دو گل استقلال توسط گوستاوو بلانکو به ثمر رسید. نکته قابل ذکر این بازی مصدومیت مهدی مهدی‌پور در دقیقه ۳۷ بازی است. در پایان بازی مشخص شد که مهدی‌پور به دلیل پارگی رباط صلیبی ادامه فصل را از دست داده است. همچنین در دقیقه ۸۰ بازی فخرالدینی ضربه‌ای را به سمت دروازه مس شلیک کرد که توپ توسط مدافع مس برگشت داده شد و داور دستور به ادامه بازی داد که در تصاویر ویدیویی از بازی این توپ مشکوک به گل بود. استقلال در بازی هفته بیست و سوم در ورزشگاه امام خمینی شهر اراک موفق به شکست دادن تیم آلومینیوم این شهر با نتیجه یک بر صفر شد. در این بازی گوستاوو بلانکو در وقت اضافی نیمه اول با ضربه سر دروازه این تیم اراکی را گشود.
بعد از پایان بازی استقلال و آلومینیوم اراک دو هوادار زن استقلالی وارد زمین چمن شدند که حسینی خواهان رفتار مناسب با این هواداران شد که این امر باعث پش آمدن اتفاقاتی بین دروازه‌بان استقلال و نیروی امنیتی مستقر در ورزشگاه شد. که در پی این اتفاق حسینی به کمیته انضباطی احضار شد. کمیته انضباطی پس از بررسی اتفاقات رخ داده رای به محرومیت یک جلسه‌ای حسینی داد. با توجه به این رای کاپیتان استقلال به یک جلسه محرومیت تعلیقی و پرداخت سیصد میلیون تومان محکوم گردید. استقلال در آخرین روز فروردین ۱۴۰۳ در ورزشگاه آزادی میزبان شمس آذر بود که در این بازی با حساب سه بر دو به برتری رسید. استقلال در این بازی دو بار توسط مهرداد محمدی و یکبار توسط محمدحسین مرادمند به گل رسید. گل دوم استقلال از نقطه پنالتی به دست آمد. در این بازی که استقلال تا دقیقه ۸۳ با سه گل از حریف خود جلو بود در دقایق ۸۳ و ۸۵ با دریافت دو گل دقایق پایانی سختی را سپری کرد. درمصاحبه پایان بازی حسینی به رای صادره کمیته انضباطی واکنش نشان داد و همین امر باعث شد که این بازیکن مجدداً به کمیته مزبور فراخوانده شود.

### اردیبهشت
سوم اردیبهشت سهام پرسپولیس و استقلال در بازار پایه فرابورس معامله شد تا این دو باشگاه رسماً واگذار شوند. بر این اساس ۸۵ درصد از سهام استقلال با قیمت ۲۷۴۸ فروخته شده تا در آستانه موعد مقرر برای لایسنس حرفه‌ای تکلیف این باشگاه روشن شود. شرکت صنایع پتروشیمی خلیج فارس به همراه ۴ شرکت زیر مجموعه آن شامل شرکت‌های پتروشیمی شهید تندگویان، بوعلی، پارس و بندرامام در مجموع ۸۵ درصد از سهام باشگاه استقلال را خریداری کردند. همچنین در ادامه این روز کمیته انضباطی یک جلسه محرومیت تعلیقی حسینی را فعال کرد و این بازیکن بازی با تراکتور در هفته بیست و پنجم را از دست داد.
در تاریخ دهم اردیبهشت مدیرعامل هلدینگ پتروشیمی خلیج فارس خبر از اضافه شدن پسوند خلیج فارس به اسم استقلال داد و رسماً اعلام کرد که جراید و خبرگزاری‌ها از این به بعد نام این باشگاه را استقلال خلیج فارس در متون خود قید کنند. اما با گذشت  ۹ روز این تاریخ علی عسکری مدیرعامل هلدینگ خلیج فارس با توجه به فشار افکار عمومی اعلام کرد که از تصمیم خود منصرف شده است و نام استقلال بدون تغییر باقی خواهد ماند.
استقلال در هفته ۲۵ لیگ برتر در شهر تبریز در برابر تراکتور با نتیجه بدون گل متوقف شد. با توجه به تساوی پرسپولیس و سپاهان هفته بیست و پنجم لیگ نیز با صدرنشینی آبی‌پوشان به پایان رسید. پس از پایان این بازی خبر برکناری علی خطیر در فضای مجازی منتشر شد. و این خبر توسط هیت مدیره جدید باشگاه تأیید شد.
استقلال در هفته بیست و ششم لیگ برتر با حساب دو بریک تیم ذوب‌آهن را در تهران شکست داد. گل اول این بازی برای تیم اصفهانی بود که در شش بازی به ثمر رسید. ولی استقلال بازگشت به یادماندنی به بازی داشت و با گلهای ماشاریپوف و بلانکو به برتری دو بر یک دست یافت. گل بلانکو در دقیقه ۴+۹۰ به ثمر رسید و این برد استقلال را دراماتیک‌تر کرد.هفته بیست و هفتم نیز با برد دیگری برای استقلال به پایان رسید. در این هفته آبی‌پوشان با تک گل ایمان سلیمی  موفق به شکست دادن فولاد خوزستان شد.

### خرداد
استقلال در هفته بیست و هشتم پس از سیزده هفته صدرنشینی بالاخره با تساوی بدون گل در برابر نساجی صدر جدول را از دست داد. استقلال با یک بازی بسیار ضعیف و انتقاد آمیز در برابر تیم مازندرانی متوقف شد و با توجه به برد تیم پرسپولیس به رتبه دوم جدول سقوط کرد. بعد از پایان بازی نکونام و چند تن از بازیکنان استقلال علیه داور بازی مصاحبه کردند و از اینکه بیژن حیدری در دقیقه ۷۷ خطای پنالتی بر روی رضاوند اعلام نکرده است شاکی بودند. بعد از این مصاحبه‌ها جواد نکونام، محمد نوازی، مهدی هاشمی‌نسب، حسین حسینی، روزبه چشمی و آرش رضاوند به کمیته انضباطی احضار شدند.
استقلال در هفته بیست و نهم لیگ برتر با تک گل روزبه جشمی موفق شد تیم گل‌گهر را شکست بدهد و در صدر جدول قرار بگیرد و قهرمان فصل شود. با این نتیجه استقلال بازیهای خانگی این فصل را با چهارده برد و دو تساوی به پایان رساند و توانست با رکورد لیگ برتر که در اختیار پرسپولیس بود برابری کند.

## کادر فنی
تا تاریخ ۱۸ تیر ۱۴۰۲
| پست              | نام                  |
| ---------------- | -------------------- |
| سرمربی           | جواد نکونام          |
| مربی             | محمد نوازی           |
| مربی             | مهدی هاشمی‌نسب        |
| مربی             | کیانوش رحمتی         |
| مربی دروازه‌بان‌ها | بهزاد غلامپور        |
| مربی بدنساز      | یوسو سسما            |
| آنالیزور         | علی بنی شیخ الاسلامی |
| دکتر             | محمدآبادی            |
| فیزیوتراپیست     | آندونی سسما مندز     |
| سرپرست           | آتیلا حجازی          |
| مدیر رسانه       | سعید اکبری           |

## بازیکنان
تا تاریخ ۲۵ بهمن ۱۴۰۲
بازیکنان تحت قرارداد
| ‎دروازه‌بان |          |                     |             |                                                                 |
| ش.        | م.       | نام                 | تیم قبلی    | توضیحات                                                         |
| ۱         | ایران    | سید حسین حسینی      | آکادمی      | کاپیتان                                                         |
| ۱۲        | ایران    | محمدرضا خالدآبادی   | هوادار      | زیر ۲۳ سال                                                      |
| ۱۳        | ایران    | محمدجواد کیا        | آلومینیوم   | زیر ۲۳ سال                                                      |
| ‎مدافع     |          |                     |             |                                                                 |
| ۲         | ایران    | صالح حردانی         | فولاد       |                                                                 |
| ۳         | ایران    | محمدحسین مرادمند    | پدیده       | کاپیتان چهارم                                                   |
| ۵         | ایران    | آرمین سهرابیان      | گل‌گهر       |                                                                 |
| ۶         | ایران    | ایمان سلیمی         | مس رفسنجان  |                                                                 |
| ۱۷        | ایران    | جعفر سلمانی         | پورتیموننزه |                                                                 |
| ۳۰        | ایران    | سامان تورانیان      | مس کرمان    | زیر ۲۳ سال                                                      |
| ۳۳        | ایران    | ابوالفضل جلالی      | سایپا       |                                                                 |
| ۳۴        | ایران    | میلاد فخرالدینی     | آلومینیوم   |                                                                 |
| ۵۵        | برزیل    | رافائل سیلوا        | الفیصلی     |                                                                 |
| ‎هافبک     |          |                     |             |                                                                 |
| ۴         | ایران    | روزبه چشمی          | ام‌صلال      | کاپیتان دوم                                                     |
| ۸         | ایران    | سعید مهری           | تراکتور     | در نیم فصل با فسخ قرارداد از استقلال جدا شد.                    |
| ۹         | ایران    | مهدی مهدی‌پور        | ذوب‌آهن      |                                                                 |
| ۱۴        | ایران    | زبیر نیک‌نفس         | فولاد       |                                                                 |
| ۲۶        | ایران    | امید حامدی‌فر        | صنعت نفت    |                                                                 |
|           | ایران    | رضا میرزایی         | سپاهان      | این بازیکن به علت مصدومیت طولانی مدت از لیست خارج شد.           |
| ۷۷        | ازبکستان | جلال‌الدین ماشاریپوف | پانسرایکوش  |                                                                 |
| ۸۰        | ایران    | محمدحسین زواری      | صنعت نفت    | زیر ۲۳ سال                                                      |
| ۸۸        | ایران    | آرش رضاوند          | سایپا       | کاپیتان سوم                                                     |
| ۹۹        | ایران    | امیرعلی صادقی       | سایپا       | زیر ۲۳ سال                                                      |
| ‎مهاجم     |          |                     |             |                                                                 |
| ۷         | ایران    | مهرداد محمدی        | السیلیه     |                                                                 |
| ۱۰        | ایران    | پیمان بابایی        | تراکتور     |                                                                 |
| ۱۱        | فرانسه   | کوین یامگا          | وایله       | به دلیل مصدومیت شدید چشم در تعطیلات نیم فصل، فصل را از دست داد. |
| ۱۹        | آرژانتین | گوستاوو بلانکو      | ایبار       |                                                                 |
| ۲۳        | ایران    | آرمان رمضانی        | پرسپولیس    |                                                                 |
| ۷۲        | ایران    | امیرارسلان مطهری    | ذوب‌آهن      | در نیم فصل دوم در لیست مازاد قرار گرفت و از استقلال جدا شد.     |
| -         | ایران    | سینا عامری          | آکادمی      | زیر ۲۳ سال                                                      |

## نقل و انتقالات

### ورودی‌ها

#### ورودی تابستانی
| ش.    | پ.        | نام.              | سن. | از تیم.        | مدت قرارداد. | نوع انتقال. | مبلغ.     | تاریخ. پست    | منبع    |
| ----- | --------- | ----------------- | --- | -------------- | ------------ | ----------- | --------- | ------------- | ------- |
| ورودی |           |                   |     |                |              |             |           |               |         |
| ۷     | مهاجم     | مهرداد محمدی      | ۲۹  | السیلیه        | ۲ فصل        | دائمی       | رایگان    | ۱۰ تیر ۱۴۰۲   | [ ۲۰۵ ] |
| ۵     | مدافع     | آرمین سهرابیان    | ۲۷  | گل‌گهر          | ۲ فصل        | دائمی       | رایگان    | ۱۱ تیر ۱۴۰۲   | [ ۲۰۶ ] |
| ۶     | مدافع     | ایمان سلیمی       | ۲۷  | مس رفسنجان     | ۲ فصل        | دائمی       | رایگان    | ۲۵ تیر ۱۴۰۲   | [ ۲۰۷ ] |
| ۲۰    | مهاجم     | آریا برزگر        | ۲۰  | نفت مسجدسلیمان | ۵ فصل        | دائمی       | ۱ میلیارد | ۳۱ تیر ۱۴۰۲   | [ ۲۰۸ ] |
| ۱۲    | دروازه‌بان | محمدرضا خالدآبادی | ۲۲  | هوادار         | ۳ فصل        | دائمی       | ۹ میلیارد | ۳۱ تیر ۱۴۰۲   | [ ۲۰۹ ] |
| ۳۰    | مدافع     | سامان تورانیان    | ۲۱  | مس کرمان       | ۲ فصل        | دائمی       | ۵ میلیارد | ۳۰ مرداد ۱۴۰۲ | [ ۲۱۰ ] |
| –     | هافبک     | منتظر محمد        | ۲۲  | النفظ          | ۳ فصل        | دائمی       | رایگان    | ۱۲ مرداد ۱۴۰۲ | [ ۲۱۱ ] |

#### خرید بازیکن آزاد میانه فصل
| ش.    | پ.    | نام            | سن | از تیم | مدت قرارداد | نوع انتقال | مبلغ   | تاریخ       | منبع    |
| ----- | ----- | -------------- | -- | ------ | ----------- | ---------- | ------ | ----------- | ------- |
| ورودی |       |                |    |        |             |            |        |             |         |
| ۱۹    | مهاجم | گوستاوو بلانکو | ۳۲ | ایبار  | ۱ فصل       | دائم       | رایگان | ۵ آبان ۱۴۰۲ | [ ۲۱۲ ] |

### تمدید ها
| ش.    | پ.        | نام              | سن | مدت تمدید | پایان قرارداد | تاریخ         | منبع    |
| ----- | --------- | ---------------- | -- | --------- | ------------- | ------------- | ------- |
| تمدید |           |                  |    |           |               |               |         |
| ۳     | مدافع     | محمدحسین مرادمند | ۳۰ | ۲ فصل     | ۱۴۰۴          | ۲۰ تیر ۱۴۰۱   | [ ۲۱۳ ] |
| ۱     | دروازه‌بان | حسین حسینی       | ۳۱ | ۲ فصل     | ۱۴۰۴          | ۲۵ تیر ۱۴۰۲   | [ ۲۱۴ ] |
| ۲۳    | مهاجم     | آرمان رمضانی     | ۳۲ | ۱ فصل     | ۱۴۰۳          | ۱۷ مرداد ۱۴۰۲ | [ ۲۱۵ ] |

#### ورودی زمستانی
| ش.    | پ.    | نام                 | سن | از تیم     | مدت قرارداد | نوع انتقال | مبلغ   | تاریخ           | منبع    |
| ----- | ----- | ------------------- | -- | ---------- | ----------- | ---------- | ------ | --------------- | ------- |
| ورودی |       |                     |    |            |             |            |        |                 |         |
| ۵۵    | مدافع | رافائل سیلوا        | ۳۱ | الفیصلی    | ۲۴ ماه      | دائم       | رایگان | ۱۵ دی ۱۴۰۲      | [ ۲۱۶ ] |
| ۷۷    | هافبک | جلال‌الدین ماشاریپوف | ۳۰ | پانسرایکوش | ۱۸ ماه      | دائم       | رایگان | ۱۵ بهمن ۱۴۰۲    | [ ۲۱۷ ] |
| ۳۴    | مدافع | میلاد فخرالدینی     | ۳۳ | آلومینیوم  | ۱۸ ماه      | دائم       | رایگان | ۲۵ بهمن ۱۴۰۲    |         |
|       | هافبک | سینا عامری          | ۱۹ | آکادمی     |             |            |        | ۲۶ فروردین ۱۴۰۳ |         |

### خروجی‌ها

#### خروجی‌های تابستان
| ش.           | پ.        | نام            | سن | به تیم       | نوع انتقال  | مبلغ          | تاریخ         | منبع            |
| ------------ | --------- | -------------- | -- | ------------ | ----------- | ------------- | ------------- | --------------- |
| خروجی        |           |                |    |              |             |               |               |                 |
| ۷۷           | مهاجم     | محمد محبی      | ۲۴ | روستوف       | پایان قرض   | پایان قرض     | ۱۱ خرداد ۱۴۰۲ |                 |
| ۲۰           | مهاجم     | مهدی قایدی     | ۲۴ | الاتحاد کلبا | پایان قرض   | پایان قرض     | ۱۱ خرداد ۱۴۰۲ |                 |
| ۵۵           | مدافع     | رافائل سیلوا   | ۳۱ | بدون تیم     | فسخ قرارداد | فسخ قرارداد   | ۳ تیر ۱۴۰۲    | [ ۲۱۸ ]         |
| تیم نوجوانان | دروازه‌بان | آرشا شکوری     | ۱۶ | هوادار       | بازیکن آزاد | پایان قرارداد | ۲۱ تیر ۱۴۰۲   | [ ۲۱۹ ] [ ۲۲۰ ] |
| ۱۰           | مهاجم     | سجاد شهباززاده | ۳۳ | مس رفسنجان   | دائمی       | رایگان        | ۸ مرداد ۱۴۰۲  | [ ۲۲۱ ] [ ۲۲۲ ] |
| -            | هافبک     | منتظر محمد     | ۲۲ | مس رفسنجان   | قرضی        | رایگان        | ۲۳ مرداد ۱۴۰۲ | [ ۲۲۳ ]         |

#### خروجی‌های زمستانی
| ش.    | پ.    | نام          | سن | به تیم  | نوع انتقال                | مبلغ                      | تاریخ        | منبع    |
| ----- | ----- | ------------ | -- | ------- | ------------------------- | ------------------------- | ------------ | ------- |
| خروجی |       |              |    |         |                           |                           |              |         |
| ۸     | هافبک | سعید مهری    | ۲۵ | آپوئل   | فسخ قرارداد               | فسخ قرارداد               | ۱۷ دی ۱۴۰۲   | [ ۱۳۱ ] |
| ۷۲    | مهاجم | ارسلان مطهری | ۳۰ | تراکتور | فسخ قرارداد از طرف باشگاه | فسخ قرارداد از طرف باشگاه | ۲۷ بهمن ۱۴۰۲ | [ ۲۲۴ ] |
| ۷۷    | هافبک | رضا میرزایی  | ۲۷ |         | فسخ قرارداد از طرف باشگاه | فسخ قرارداد از طرف باشگاه | ۳۰ بهمن ۱۴۰۲ | [ ۲۲۵ ] |

## دوستانه
برد       مساوی       باخت       بازی‌ها
| ۱۹ تیر ۱۴۰۲ دوستانه ۱ | استقلال                                                              | ۴–۰          | امید استقلال | تهران                   |
| ۱۷:۴۵ DST (UTC+۴:۳۰)  | حردانی نیمه‌اول' · رضاوند نیمه‌اول' · آزمون نیمه‌دوم' · رمضانی نیمه‌دوم' | ورزش سه فارس |              | ورزشگاه: کمپ ناصر حجازی |

| ۲۲ تیر ۱۴۰۲ دوستانه ۲                                                                              | استقلال                                                     | ۳–۰          | پیکان | تهران            |
| ۱۷:۴۵ DST (UTC+۴:۳۰)                                                                               | مطهری نیمه‌اول' · محمدی نیمه دوم' (پنالتی) · خاقانی نیمه‌دوم' | ورزش سه فارس |       | ورزشگاه: دستگردی |
| یادداشت: خطای پنالتی بر روی سبحان خاقانی رخ داد. رسول خطیبی سرمربی تیم پیکان با کارت زرد جریمه شد. |                                                             |              |       |                  |

| ۲۶ تیر ۱۴۰۲ دوستانه ۳                                       | استقلال                           | ۲–۴          | هوادار                                                                               | تهران                                      |
| ۱۷:۳۰ DST (UTC+۴:۳۰)                                        | مرادمند نیمه‌دوم' · مطهری نیمه‌دوم' | ورزش سه فارس | مرادی نیمه‌اول' (پنالتی) · سحرخیزان نیمه‌دوم' · پسندیده نیمه‌دوم' · سفید چقایی نیمه‌دوم' | ورزشگاه: کمپ ناصر حجازی داور: شاهین یزدانی |
| یادداشت: مرادمند بر روی سعید سحرخیزان مرتکب خطای پنالتی شد. |                                   |              |                                                                                      |                                            |

| ۱ مرداد ۱۴۰۲ دوستانه ۴                     | استقلال          | ۱–۱          | آلومینیوم اراک            | تهران            |
| ۱۷:۴۵ DST (UTC+۴:۳۰)                       | نیک‌‌نفس نیمه‌ دوم' | ورزش سه فارس | شریفات نیمه دوم' (پنالتی) | ورزشگاه: دستگردی |
| یادداشت: مهدی‌پور مرتکب خطای هند پنالتی شد. |                  |              |                           |                  |

| ۱۳ مرداد ۱۴۰۲ دوستانه ۵                          | استقلال                                     | ۲–۰          | آریو اسلامشهر | تهران            |
| ۱۷:۴۵ DST (UTC+۴:۳۰)                             | یامگا نیمه اول' (پنالتی) · بابایی نیمه دوم' | ورزش سه فارس |               | ورزشگاه: دستگردی |
| یادداشت: هدایت تیم آریو بر عهده جواد زرینچه بود. |                                             |              |               |                  |

| ۲۰ مرداد ۱۴۰۲ دوستانه ۶                           | استقلال           | ۲–۲          | شهر راز شیراز      | تهران                   |
| ۱۷:۰۰ DST (UTC+۴:۳۰)                              | محمدی ؟' (پنالتی) | ورزش سه فارس | فیروزی · آقابابایی | ورزشگاه: کمپ ناصر حجازی |
| یادداشت: خطای پنالتی بر روی امیرعلی صادقی رخ داد. |                   |              |                    |                         |

| ۲۷ مرداد ۱۴۰۲ دوستانه ۷ | استقلال | ۰–۲                  | داماش گیلان                     | تهران        |
| ۱۷:۰۰ DST (UTC+۴:۳۰)    |         | ایرنا فارس دی اسپورت | بیژن ۵۹' · علیزاده ۶۷' (پنالتی) | ورزشگاه: هما |

| ۲۱ شهریور ۱۴۰۲ دوستانه ۸ | استقلال                 | ۳–۱                | صنعت نفت | تهران |
| ۱۶:۰۰ DST (UTC+۴:۳۰)     | رضاوند · محمدی · بابایی | ورزش سه فارس ایرنا | ریکانی   |       |

| ۳۰ شهریور ۱۴۰۲ دوستانه ۹ | استقلال | ۱–۱                   | گل‌گهر سیرجان | تهران                |
| ۱۶:۰۰ DST (UTC+۴:۳۰)     | رمضانی  | ورزش سه فارس خبرورزشی | سحرخیزان     | ورزشگاه: الیاف تهران |

| ۱۰ مهر ۱۴۰۲ دوستانه ۱۰ | استقلال    | ۱–۰                   | ملوان | تهران |
| ۱۶:۰۰ DST (UTC+۴:۳۰)   | رمضانی ۱۲' | ورزش سه فارس خبرورزشی |       |       |

| ۱۶ مهر ۱۴۰۲ دوستانه ۱۱ | استقلال                     | ۵–۰                | بلندپایه یادمان | تهران |
| DST (UTC+۴:۳۰)         | صادقی  · اسکندری  · بابایی  | ورزش سه فارس ایرنا |                 |       |

| ۲۲ مهر ۱۴۰۲ دوستانه ۱۲ | استقلال         | ۵–۰              | پیام تهران | تهران                   |
| DST (UTC+۴:۳۰)         | جلالی  · صادقی  | ورزش سه فارس مهر |            | ورزشگاه: کمپ ناصر حجازی |

| ۲۷ آبان ۱۴۰۲ دوستانه ۱۳ | استقلال       | ۱–۰              | نفت مسجدسلیمان | تهران                |
| ۱۴:۰۰                   | یامگا پنالتی' | ورزش سه فارس مهر |                | ورزشگاه: الیاف تهران |

| ۱۰ آذر ۱۴۰۲ دوستانه ۱۴ | استقلال                            | ۴–۰              | خوشه طلایی | تهران                   |
| ۱۵:۰۰                  | بابایی · بلانکو · محمدی · رمضانی · | ورزش سه فارس مهر |            | ورزشگاه: کمپ ناصر حجازی |

| ۲۹ دی ۱۴۰۲ دوستانه ۱۵ | استقلال | ۰–۰                    | آریو اسلامشهر | تهران                   |
| ۱۴:۳۰                 |         | ورزش سه خبرورزشی ایرنا |               | ورزشگاه: کمپ ناصر حجازی |

| ۶ بهمن ۱۴۰۲ دوستانه ۱۶ | استقلال                                                | ۶–۰                | ستارگان اترک | تهران                   |
| ۱۴:۳۰                  | رمضانی  · زواری  · بلانکو  · محمدی پنالتی' · فراشبندی  | ورزش سه فارس ایرنا |              | ورزشگاه: کمپ ناصر حجازی |

| ۱۴ بهمن ۱۴۰۲ دوستانه ۱۷ | استقلال            | ۱–۱                    | نساجی     | تهران                   |
| ۱۴:۳۰                   | محمدی ۸۷' (پنالتی) | ورزش سه خبرورزشی ایرنا | برزگر ۶۳' | ورزشگاه: کمپ ناصر حجازی |

| ۲۰ بهمن ۱۴۰۲ دوستانه ۱۸ | استقلال    | ۱–۰                | مس رفسنجان | تهران                        |
| ۱۳:۳۰                   | بلانکو ۸۷' | ورزش سه فارس ایرنا |            | ورزشگاه: زمین شماره دو آزادی |

| ۱۱ فروردین ۱۴۰۳ دوستانه ۱۹ | استقلال         | ۱–۰                | پیکان | تهران                             |
| ۱۵:۰۰ DST (UTC+۴:۳۰)       | سلمانی نیمه‌دوم' | ورزش سه فارس ایرنا |       | ورزشگاه: دستگردی داور: وحید زمانی |

| ۱۲ فروردین ۱۴۰۳ دوستانه ۲۰ | استقلال                         | ۵–۰                   | استقبال تهران | تهران                   |
| ۱۵:۰۰ DST (UTC+۴:۳۰)       | صادقی · رمضانی · زواری · بابایی | ورزش سه فارس خبرورزشی |               | ورزشگاه: کمپ ناصر حجازی |

| ۵ اردیبهشت ۱۴۰۳ دوستانه ۲۱ | استقلال | ۰–۱                 | آریو اسلامشهر | تهران                   |
| ۱۶:۰۰ DST (UTC+۴:۳۰)       |         | ورزش سه ایرنا ایسنا |               | ورزشگاه: کمپ ناصر حجازی |

## رقابت‌ها

### لیگ برتر
برد       مساوی       باخت       به تعویق افتاد
| تاریخ هفته | میزبان | نتیجه | مهمان | مکان |

| ۱۹ مرداد ۱۴۰۲ ۱                         | صنعت نفت                           | ۰–۳                             | استقلال                                                        | آبادان                                             |
| ۲۱:۳۰ (UTC+۴:۳۰)                        | تهیدست '۸۸ پناهی '۴+۹۰ تهامی '۹+۹۰ | Line up ورزش سه فارس خلاصه بازی | مرادمند '۳ · رضاوند ۳۰' · مطهری ۴۷' · حردانی ۵۸' · جلالی '۹+۹۰ | ورزشگاه: تختی تماشاگران: ۵۰۰۰ داور: موعود بنیادی‌فر |
| یادداشت: لیست بازیکنان دو تیم برای بازی |                                    |                                 |                                                                |                                                    |

| ۲۶ مرداد ۱۴۰۲ ۲ | استقلال                            | ۱–۰                             | ملوان                                  | تهران                                                  |
| (UTC+۴:۳۰) | جلالی '۲۱ · چشمی '۷۶ · مرادمند ۷۹' | Line up ورزش سه فارس خلاصه بازی | احمدی  '۷ · اکوان '۶۱ · اکبر منادی '۶۵ | ورزشگاه: آزادی تماشاگران: بدون تماشاگر داور: رضا مهدوی |
| یادداشت: لیست بازیکنان دو تیم برای بازی مرادمند بر روی مسعود زائر کاظمینی مرتکب خطای پنالتی شد. حسین حسینی در دقیقه ۷ ضربه پنالتی را مهار کرد. علیرضا محمد از مربیان تیم ملوان در دقیقه ۶۵ با کارت زرد داور جریمه شد. |                                    |                                 |                                        |                                                        |

| ۱ شهریور ۱۴۰۲ ۳ | سپاهان                                                  | ۱–۰                             | استقلال               | اصفهان                                               |
| ۲۰:۰۰ (UTC+۴:۳۰) | شکاری '۴۳ · اسدی  '۹+۴۵ · اسدی ۹+۴۵' · احمدزاده '۷۱ '۸۶ | Line up ورزش سه فارس خلاصه بازی | سلیمی '۱+۴۵ حسینی '۸۴ | ورزشگاه: نقش جهان تماشاگران: ۵۵۰۰۰ داور: کوپال ناظمی |
| یادداشت: لیست بازیکنان دو تیم برای بازی ایمان سلیمی مرتکب خطای هند پنالتی شد. حسین حسینی در دقیقه ۱۰+۴۵ ضربه پنالتی را مهار کرد. ولی در برگشت رضا اسدی توپ را وارد دروازه کرد. حمیدرضا رجبی مربی تیم استقلال با دریافت کارت قرمز از نیمکت مربیگری اخراج شد. جواد نکونام سرمربی تیم استقلال در دقیقه ۸۴ با کارت زرد داور جریمه شد. |                                                         |                                 |                       |                                                      |

| ۶ شهریور ۱۴۰۲ ۴ | استقلال                               | ۱–۰                             | استقلال خوزستان     | تهران                                                         |
| ۱۹:۳۰(UTC+۴:۳۰) | رضاوند '۳۵ · محمدی ۵۱' · خاقانی '۴+۹۰ | Line up ورزش سه فارس خلاصه بازی | طیبی '۲۰ کعبی '۴+۴۵ | ورزشگاه: آزادی تماشاگران: بدون تماشاگر داور: امیرسامان سلطانی |
| یادداشت: لیست بازیکنان دو تیم برای بازی سیروس پورموسوی سرمربی تیم استقلال خوزستان در دقیقه ۷۹ با دریافت کارت قرمز از نیمکت مربیگری اخراج شد. |                                       |                                 |                     |                                                               |

| ۳۱ شهریور ۱۴۰۲ ۵ | پرسپولیس | v | استقلال | تهران          |
| (UTC+۴:۳۰)       |          |   |         | ورزشگاه: آزادی |

| ۷ مهر ۱۴۰۲ ۶     | استقلال | v | هوادار | تهران          |
| ۱۸:۰۰ (UTC+۴:۳۰) |         |   |        | ورزشگاه: آزادی |

| ۱۵ مهر ۱۴۰۲ ۷                           | مس رفسنجان                        | ۰–۱                             | استقلال              | رفسنجان                                                          |
| ۱۷:۴۵ (UTC+۴:۳۰)                        | باقری '۲۶ پریرا '۷۲ خدابنده‌لو '۸۵ | Line up ورزش سه فارس خلاصه بازی | محمدی '۲۵ تیموری '۵۲ | ورزشگاه: زمین شماره دو شهدای مس تماشاگران: ۱۰۰۰۰ داور: حسن اکرمی |
| یادداشت: لیست بازیکنان دو تیم برای بازی |                                   |                                 |                      |                                                                  |

| ۲۸ مهر ۱۴۰۲ ۶ | استقلال                                                          | ۳–۲                             | هوادار                                                                  | تهران                                            |
| ۱۸:۰۰ (UTC+۴:۳۰) | یامگا ۲۳' (پنالتی) · سلمانی '۵۰ · محمدی ۶۱'، ۸۴' · حامدی‌فر '۶+۹۰ | Line up ورزش سه فارس خلاصه بازی | محبی ۵' · سلیمی '۱۷ (گل‌به‌خودی) · اسلامی‌خواه '۵۲ · عبدی '۷۵ · منصوری '۸۶ | ورزشگاه: آزادی تماشاگران: ۲۰۰۰۰ داور: بیژن حیدری |
| یادداشت: لیست بازیکنان دو تیم برای بازی خطای پنالتی بر روی مهرداد محمدی رخ داد. بهزاد غلامپور مربی استقلال در دقیقه ۸۴ با کارت زرد داور جریمه شد. |                                                                  |                                 |                                                                         |                                                  |

| ۵ آبان ۱۴۰۲ ۸ | استقلال                                              | ۱–۰                             | آلومینیوم اراک                                   | تهران                          |
| ۱۸:۰۰ (UTC+۴:۳۰) | رمضانی  '۱۱ ۳۷' · حسینی  '۸۰ · مرادمند '۸۱ '۸۳ ویدیو | Line up ورزش سه فارس خلاصه بازی | قهاری  '۱۴ موسوی  '۴۳ تبریزی  '۸۱ حاجی عیدی  '۸۱ | ورزشگاه: آزادی داور: رضا مهدوی |
| یادداشت: لیست بازیکنان دو تیم برای بازی در این بازی یکی از پزشکان استقلال با کارت زرد داور جریمه شد ولی در بسیاری از سایتهای ورزشی این اخطار به اشتباه به اسم مهدی‌پور ثبت شد. |                                                      |                                 |                                                  |                                |

| ۱۱ آبان ۱۴۰۲ ۹ | شمس‌آذر                                            | ۲–۲                             | استقلال                                                    | قزوین                                                   |
| ۱۵:۳۰ (UTC+۴:۳۰) | جعفری '۳۲ · نسایی ۴۷' · ربیع‌زاده '۶۳ · گودرزی ۷۵' | Line up ورزش سه فارس خلاصه بازی | یامگا ۲۵' (پنالتی) · مهدی‌پور '۴۴ · رمضانی ۶۰' · رضاوند '۷۳ | ورزشگاه: سردار آزادگان تماشاگران: ۵۰۰۰ داور: یاسر همرنگ |
| یادداشت: خطای پنالتی بر روی کوین یامگا اعلام شد. شهرام مهربان مربی تیم شمس آذر در دقیقه ۲۸ با کارت زرد داور جریمه شد. کیانوش رحمتی مربی تیم استقلال در دقیقه ۱+۹۰ با کارت زرد داور جریمه شد. |                                                   |                                 |                                                            |                                                         |

| ۲۰ آبان ۱۴۰۲ ۱۰                         | استقلال                                             | ۲–۰                             | تراکتور                              | تهران                                            |
| ۱۶:۲۰ (UTC+۴:۳۰)                        | سهرابیان '۲۴ · سلیمی ۲۶' · بلانکو ۵۰' · حامدی‌فر '۸۴ | Line up ورزش سه فارس خلاصه بازی | هاشم‌نژاد '۳۰ خلیل‌زاده '۲+۴۵ هادی '۶۴ | ورزشگاه: آزادی تماشاگران: ۱۰۰۰۰ داور: وحید کاظمی |
| یادداشت: لیست بازیکنان دو تیم برای بازی |                                                     |                                 |                                      |                                                  |

| ۴ آذر ۱۴۰۲ ۱۱                           | ذوب‌آهن                                | ۱–۱                             | استقلال                                     | فولادشهر                                                  |
| ۱۷:۳۰ (UTC+۴:۳۰)                        | مهدی‌پور '۷۶ (گل‌به‌خودی) کامیابی‌نیا '۸۹ | Line up ورزش سه فارس خلاصه بازی | سهرابیان ۶۲' '۷۲ · حامدی‌فر '۶۴ · رمضانی '۸۸ | ورزشگاه: فولادشهر تماشاگران: ۱۰۰۰۰ داور: امیرسامان سلطانی |
| یادداشت: لیست بازیکنان دو تیم برای بازی |                                       |                                 |                                             |                                                           |

| ۱۸ آذر ۱۴۰۲ ۱۲                                                                                 | فولاد                                     | ۰–۰                             | استقلال                                       | اهواز                                                        |
| ۱۷:۴۵ (UTC+۴:۳۰)                                                                               | شجاعی '۱۸ عسگری '۵۴ مریدی '۷۱ علی‌نژاد '۹۰ | Line up ورزش سه فارس خلاصه بازی | رضاوند '۱۸ چشمی '۴۴ مهدی‌پور  '۶۵ سلمانی '۹۰+۷ | ورزشگاه: فولاد آره‌نا تماشاگران: ۱۰۰۰۰ داور: سیدعلی‌اصغر مومنی |
| یادداشت: محمد نوازی مربی تیم استقلال به دلیل درگیری در بین دو نیمه با کارت قرمز داور جریمه شد. |                                           |                                 |                                               |                                                              |

| ۲۳ آذر ۱۴۰۲ ۵ | پرسپولیس                    | ۱–۱                             | استقلال                                                                    | تهران                                                |
| ۱۶:۱۵ (UTC+۴:۳۰) | صادقی '۵۴ · عالیشاه ۷۷' '۷۹ | Line up ورزش سه فارس خلاصه بازی | حامدی‌فر '۵۰ · چشمی '۵۳ · یامگا ۷+۹۰' (پنالتی) · جلالی '۷+۹۰ · حردانی '۸+۹۰ | ورزشگاه: آزادی تماشاگران: ۶۴۰۰۰ داور: موعود بنیادی‌فر |
| یادداشت: لیست بازیکنان دو تیم برای بازی در این مسابقه برای اولین بار در تاریخ لیگ برتر و داربی‌های پایتخت از کمک داور ویدیویی(VAR) استفاده شد. خطا بر روی آرش رضاوند پس از بررسی صحنه با سیستم ویدیویی (VAR) اعلام پنالتی شد. |                             |                                 |                                                                            |                                                      |

| ۲۸ آذر ۱۴۰۲ ۱۳                          | استقلال                                                                   | ۴–۰                             | نساجی                     | تهران                                            |
| ۱۷:۳۰ (UTC+۴:۳۰)                        | سهرابیان ۴۳' · محمدی ۶۲' · رمضانی ۶۴' · جلالی ۶۷' · یامگا '۷۳ · محمدی '۸۴ | Line up ورزش سه فارس خلاصه بازی | هوشمند '۵۳ قائد رحمتی '۸۹ | ورزشگاه: آزادی تماشاگران: ۱۰۰۰۰ داور: بیژن حیدری |
| یادداشت: لیست بازیکنان دو تیم برای بازی |                                                                           |                                 |                           |                                                  |

| ۳ دی ۱۴۰۲ ۱۴ | گل‌گهر                                 | ۱–۱                             | استقلال                                       | سیرجان                                                 |
| ۱۵:۰۰ (UTC+۴:۳۰) | زاهدی ۲۰' · بوحمدان '۳۸ · علیزاده '۸۰ | Line up ورزش سه فارس خلاصه بازی | یامگا ۴۴' (پنالتی) · حردانی '۴+۴۵ · جلالی '۸۰ | ورزشگاه: شهید سلیمانی تماشاگران: ۵۰۰۰ داور: پیام حیدری |
| یادداشت: لیست بازیکنان دو تیم برای بازی ضربه پنالتی به خاطر خطای هند بازیکن گل‌گهر اعلام شد. مارینوس اوزونیدیس سرمربی تیم گل‌گهر در دقیقه ۴۵ با کارت زرد داور حریمه شد. سعید اکبری مدیر رسانه‌ای استقلال در دقیقه ۵۴ با کارت قرمز داور جریمه شد. |                                       |                                 |                                               |                                                        |

| ۹ دی ۱۴۰۲ ۱۵                                                                                                 | استقلال                   | ۲–۱                             | پیکان     | تهران                                                  |
| ۱۶:۳۰ (UTC+۴:۳۰)                                                                                             | سهرابیان ۶۱' · بابایی ۷۲' | Line up ورزش سه فارس خلاصه بازی | ازاده '۵۸ | ورزشگاه: آزادی تماشاگران: ۱۰۰۰۰ داور: امیرسامان سلطانی |
| یادداشت: لیست بازیکنان دو تیم برای بازی غلامرضا عنایتی مربی تیم پیکان در دقیقه ۹۰ با کارت زرد داور جریمه شد. |                           |                                 |           |                                                        |

| ۲۷ بهمن ۱۴۰۲ ۱۶ | استقلال                                                                | ۱–۰                              | صنعت نفت     | تهران                                                  |
| ۱۷:۱۵ (UTC+۴:۳۰) | سهرابیان '۲۰ · رضاوند '۳۹ · مهدی‌پور  ۴۷'  '۷۵ · حردانی '۶۱ · سیلوا '۷۴ | Line up ورزش سه ایرنا خلاصه بازی | آلبوغبیش '۷۶ | ورزشگاه: آزادی تماشاگران: بدون تماشاگر داور: حسن اکرمی |
| یادداشت: لیست بازیکنان دو تیم برای بازی استقلال در این بازی از حضور تماشاگران خود محروم بود. حمیدرضا رجبی مربی تیم استقلال در دقیقه ۸۶ با کارت زرد داور جریمه شد. در دقیقه ۲+۹۰ یکی از اعضای کادر فنی تیم نفت آبادان با کارت زرد داور جریمه شد. |                                                                        |                                  |              |                                                        |

| ۳ اسفند ۱۴۰۲ ۱۷                         | ملوان                                  | ۱–۱                             | استقلال                     | انزلی                                                      |
| ۱۷:۱۵ (UTC+۴:۳۰)                        | قاضی‌پور '۲+۴۵ · سلیمانی ۶۵' · عیدی '۷۱ | Line up ورزش سه فارس خلاصه بازی | حامدی‌فر '۲۳ · ماشاریپوف ۶۶' | ورزشگاه: سیروس قایقران تماشاگران: ۸۰۰۰ داور: علی‌اصغر مومنی |
| یادداشت: لیست بازیکنان دو تیم برای بازی |                                        |                                 |                             |                                                            |

| ۸ اسفند ۱۴۰۲ ۱۸                         | استقلال                               | ۱–۰                             | سپاهان                | تهران                                            |
| ۱۷:۱۵ (UTC+۴:۳۰)                        | چشمی ۳۶' · بلانکو '۶۵ · حامدی‌فر '۳+۹۰ | Line up ورزش سه فارس خلاصه بازی | یزدانی '۴۰ اعرابی '۵۶ | ورزشگاه: آزادی تماشاگران: ۲۰۰۰۰ داور: پیام حیدری |
| یادداشت: لیست بازیکنان دو تیم برای بازی |                                       |                                 |                       |                                                  |

| ۱۸ اسفند ۱۴۰۲ ۱۹ | استقلال خوزستان                | ۰–۱                             | استقلال      | اهواز                              |
| ۱۹:۴۵ (UTC+۴:۳۰) | رستم '۳۸ احمدی '۵۳ ترسونوف '۶۷ | Line up ورزش سه فارس خلاصه بازی | بلانکو ۴۱' · | ورزشگاه: غدیر داور: موعود بنیادی‌فر |
| یادداشت: در اوایل بازی به دلیل خاموشی یکی از نورافکن‌های ورزشگاه غدیر بازی متوقف شد و به همین دلیل داور برای نیمه نخست بازی ۱۴ دقیقه وقت اضافی اعلام کرد. در دقیقه ۲۳ یکی از اعضای کادر فنی تیم استقلال خوزستان با کارت زرد داور جریمه شد. در دقیقه ۷۴ سیروس پورموسوی سرمربی استقلال خوزستان از زمین بازی اخراج شد. در نیمه دوم بازی یک وقفه طولانی مدت در بازی ایجاد شد که به همین دلیل داور ۱۱ دقیقه وقت اضافه برای نیمه دوم اعلام کرد |                                |                                 |              |                                    |

| ۲۳ اسفند ۱۴۰۲ ۲۰ | استقلال                | ۰–۰                             | پرسپولیس    | تهران                                            |
| ۲۰:۰۰ (UTC+۴:۳۰) | رضاوند '۴۰ حامدی‌فر '۵۰ | Line up ورزش سه فارس خلاصه بازی | رفیعی '۵+۴۵ | ورزشگاه: آزادی تماشاگران: ۵۵۰۰۰ داور: وحید کاظمی |
| یادداشت: لیست بازیکنان دو تیم برای بازی بعد از بازی رفت استقلال در برابر پرسپولیس این برای دومین بار بود که در یک مسابقه باشگاهی ایران از کمک داور ویدیویی(VAR) استفاده شد. |                        |                                 |             |                                                  |

| ۲۷ اسفند ۱۴۰۲ ۲۱                                                                                            | هوادار                                          | ۰–۱                             | استقلال                                   | تهران                                                    |
| ۲۱:۰۰ (UTC+۴:۳۰)                                                                                            | میری '۴۱ سفیدچوقایی '۸۰ گودرزی '۸۸ پورعلی '۳+۹۰ | Line up ورزش سه فارس خلاصه بازی | سهرابیان ۱' · ماشاریپوف '۴۱ · مرادمند '۴۵ | ورزشگاه: دستگردی تماشاگران: بدون تماشاگر داور: علی صفایی |
| یادداشت: لیست بازیکنان دو تیم برای بازی مهدی هاشمی‌نسب مربی استقلال در دقیقه ۶+۹۰ با کارت زرد داور جریمه شد. |                                                 |                                 |                                           |                                                          |

| ۱۸ فروردین ۱۴۰۳ ۲۲ | استقلال                       | ۲–۲                             | مس رفسنجان                             | تهران                                            |
| ۱۹:۰۰ (UTC+۴:۳۰) | سهرابیان '۴ · بلانکو ۱۶'، ۵۰' | Line up ورزش سه فارس خلاصه بازی | شهباززاده ۳' · واسعی ۴۶' · شهریاری '۸۸ | ورزشگاه: آزادی تماشاگران: ۱۰۰۰۰ داور: بیژن حیدری |
| یادداشت: لیست بازیکنان دو تیم برای بازی نصراله خواجه‌گیری سرپرست تیم استقلال در دقیقه ۳+۴۵ با کارت زرد داور جریمه شد. خواجه‌گیری در پایان نیمه اول با دریافت کارت زرد دوم از نیمکت استقلال اخراج شد. |                               |                                 |                                        |                                                  |

| ۲۴ فروردین ۱۴۰۳ ۲۳ | آلومینیوم اراک | ۰–۱                             | استقلال                                     | اراک                                                |
| ۱۸:۰۰ (UTC+۴:۳۰) | موسوی '۶۱      | Line up ورزش سه فارس خلاصه بازی | فخرالدینی '۳ · بلانکو ۱+۴۵' · ماشاریپوف '۶۱ | ورزشگاه: امام خمینی تماشاگران: ۱۵۰۰۰ داور: رضا عادل |
| یادداشت: لیست بازیکنان دو تیم برای بازی جواد نکونام سرمربی تیم استقلال در دقیقه ۲۸ با کارت زرد داور جریمه شد. کیانوش رحمتی مربی تیم استقلال در دقیقه ۲۸ با کارت زرد داور جریمه شد. |                |                                 |                                             |                                                     |

| ۳۱ فروردین ۱۴۰۳ ۲۴                      | استقلال                               | ۳–۲                             | شمس‌آذر                                             | تهران                                            |
| ۱۸:۰۰ (UTC+۴:۳۰)                        | محمدی ۲۱'، ۵۱' (پنالتی) · مرادمند ۷۷' | Line up ورزش سه فارس خلاصه بازی | رضایی '۴۹ · جعفرپور '۵۷ · امام‌علی ۸۳' · فخریان ۸۵' | ورزشگاه: آزادی تماشاگران: ۴۰۰۰۰ داور: وحید کاظمی |
| یادداشت: لیست بازیکنان دو تیم برای بازی |                                       |                                 |                                                    |                                                  |

| ۱۲ اردیبهشت ۱۴۰۳ ۲۵                     | تراکتور                      | ۰–۰                             | استقلال              | تبریز                                                  |
| ۱۷:۰۰ (UTC+۴:۳۰)                        | حسینی '۳۵ آغاسی '۵۳ عبدی '۸۵ | Line up ورزش سه فارس خلاصه بازی | محمدی '۲۲ نیک‌نفس '۸۸ | ورزشگاه: یادگار امام تماشاگران: ۳۰۰۰۰ داور: پیام حیدری |
| یادداشت: لیست بازیکنان دو تیم برای بازی |                              |                                 |                      |                                                        |

| ۱۷ اردیبهشت ۱۴۰۳ ۲۶                                                                                           | استقلال                                                         | ۲–۱                             | ذوب‌آهن                                                                           | تهران                                             |
| ۲۰:۳۰ (UTC+۴:۳۰)                                                                                              | سلیمی '۱ · چشمی '۵۷ · ماشاریپوف ۶۴' · حردانی '۶۹ · بلانکو ۴+۹۰' | Line up ورزش سه فارس خلاصه بازی | علیاری ۶' '۵۳ · کامیابی‌نیا '۴۸ · محمدی '۵۴ · اسلامی '۵۷ · گرامی '۶۸ · فروزان '۸۹ | ورزشگاه: آزادی تماشاگران: ۳۰۰۰۰ داور: کوپال ناظمی |
| یادداشت: لیست بازیکنان دو تیم برای بازی دردقیقه ۵+۹۰ یکی از اعضای کادر فنی استقلال با کارت زرد داور جریمه شد. |                                                                 |                                 |                                                                                  |                                                   |

| ۲۴ اردیبهشت ۱۴۰۳ ۲۷                                                                                          | استقلال                                            | ۱–۰                             | فولاد                               | تهران                                                |
| ۱۹:۳۰ (UTC+۴:۳۰)                                                                                             | حامدی‌فر '۴۹ · سلیمی ۵۸' · تورانیان '۷۹ · سیلوا '۸۴ | Line up ورزش سه فارس خلاصه بازی | کولیبالی '۳۳ حصار '۲+۴۵ گردان '۷+۹۰ | ورزشگاه: آزادی تماشاگران: ۵۸۰۰۰ داور: موعود بنیادی‌فر |
| یادداشت: لیست بازیکنان دو تیم برای بازی در پایان بازی یکی از اعضای کادر فنی فولاد با کارت زرد داور جریمه شد. |                                                    |                                 |                                     |                                                      |

#### خلاصه نتایج
| مجموع | مجموع  | مجموع | مجموع | مجموع | مجموع | مجموع | مجموع | خانه | خانه | خانه | خانه | خانه | خانه | مهمان | مهمان | مهمان | مهمان | مهمان | مهمان |
| بازی  | امتیاز | پ     | ت     | ش     | گ‌ز    | گ‌خ    | ت‌گ    | پ    | ت    | ش    | گ‌ز   | گ‌خ   | ت‌گ   | پ     | ت     | ش     | گ‌ز    | گ‌خ    | ت‌گ    |
| ----- | ------ | ----- | ----- | ----- | ----- | ----- | ----- | ---- | ---- | ---- | ---- | ---- | ---- | ----- | ----- | ----- | ----- | ----- | ----- |
| ۳۰    | ۶۷     | ۱۹    | ۱۰    | ۱     | ۴۰    | ۱۵    | ۲۵+   | ۱۳   | ۲    | ۰    | ۲۵   | ۸    | ۱۷+  | ۶     | ۸     | ۱     | ۱۵    | ۷     | ۸+    |

منبع: Ipl Stats

پ = پیروزی؛ ت = تساوی؛ ش = شکست؛ گ‌ز = گل زده؛ گ‌خ = گل خورده؛ ت‌گ = تفاضل گل

### روند هفته به هفته
آخرین بروزرسانی: ۱۲ خرداد ۱۴۰۳.
منبع: IPLstats worldfootball

زمین: م = مهمان، خ = خانه. نتیجه: ت = تساوی، ش = شکست، پ = پیروزی.

- بازیها براساس ترتیب برگزاری مرتب شده است.

#### نتایج کلی
پیروزی       تساوی       باخت
| تیم مقابل       | بازی خانگی | بازی بیرون از خانه | مجموع | درصد امتیازگیری | امتیاز کسب شده |
| --------------- | ---------- | ------------------ | ----- | --------------- | -------------- |
| صنعت نفت        | ۱–۰        | ۰–۳                | ۴–۰   | ۱۰۰٪            | ۶              |
| ملوان           | ۱–۰        | ۱–۱                | ۲–۱   | ۶۷٪             | ۴              |
| سپاهان          | ۱–۰        | ۰–۱                | ۱–۱   | ۵۰٪             | ۳              |
| استقلال خوزستان | ۱–۰        | ۰–۱                | ۲–۰   | ۱۰۰٪            | ۶              |
| مس رفسنجان      | ۲–۲        | ۰–۱                | ۳–۲   | ۶۷٪             | ۴              |
| پرسپولیس        | ۰–۰        | ۱–۱                | ۱–۱   | ۳۳٪             | ۲              |
| هوادار          | ۳–۲        | ۰–۱                | ۴–۲   | ۱۰۰٪            | ۶              |
| آلومینیوم اراک  | ۱–۰        | ۰–۱                | ۲–۰   | ۱۰۰٪            | ۶              |
| شمس‌آذر          | ۳–۲        | ۲–۲                | ۵–۴   | ۶۷٪             | ۴              |
| تراکتور         | ۲–۰        | ۰–۰                | ۲–۰   | ۶۷٪             | ۴              |
| ذوب‌آهن          | ۲–۱        | ۱–۱                | ۳–۲   | ۶۷٪             | ۴              |
| فولاد           | ۱–۰        | ۰–۰                | ۱–۰   | ۶۷٪             | ۴              |
| نساجی           | ۴–۰        | ۰–۰                | ۴–۰   | ۶۷٪             | ۴              |
| گل‌گهر           | ۱–۰        | ۱–۱                | ۲–۱   | ۶۷٪             | ۴              |
| پیکان           | ۲–۱        | ۲–۰                | ۴–۱   | ۱۰۰٪            | ۶              |

- جدول بالا براساس ترتیب انجام بازیهای لیگ برتر مرتب شده است.

### رتبه هفتگی استقلال در جدول

### جام حذفی
| ۱۴ اسفند ۱۴۰۲ ۱/۱۶ نهایی                               | مس رفسنجان                                             | ۲–۰                             | استقلال    | رفسنجان                                                        |
| ۱۷:۰۵ IRST (UTC+۳:۳۰)                                  | لک  '۹ · محبی  ۲۴' · سلیمان‌زاده  '۴۵ · منتظر محمد  ۶۷' | line up ورزش سه فارس خلاصه بازی | حردانی '۱۲ | ورزشگاه: زمین شماره دو شهدای مس تماشاگران: ۵۰۰۰ داور: رضا عادل |
| یادداشت: خطای پنالتی بر روی محمدحسین مرادمند اعلام شد. |                                                        |                                 |            |                                                                |

## آمار

### گلزنان
| رتبه                    | ش.         | ملیت       | پست        | نام بازیکن          | لیگ برتر | جام حذفی | مجموع |
| ----------------------- | ---------- | ---------- | ---------- | ------------------- | -------- | -------- | ----- |
| ۱                       | ۷          | ایران      | هافبک      | مهرداد محمدی        | ۸        |          | ۸     |
| ۲                       | ۱۹         | آرژانتین   | مهاجم      | گوستاوو بلانکو      | ۶        |          | ۶     |
| ۳                       | ۱۱         | فرانسه     | هافبک      | کوین یامگا          | ۴        |          | ۴     |
| ۳                       | ۵          | ایران      | مدافع      | آرمین سهرابیان      | ۴        |          | ۴     |
| ۴                       | ۲۳         | ایران      | مهاجم      | آرمان رمضانی        | ۳        |          | ۳     |
| ۵                       | ۳          | ایران      | مدافع      | محمدحسین مرادمند    | ۲        |          | ۲     |
| ۵                       | ۷۷         | ازبکستان   | هافبک      | جلال‌الدین ماشاریپوف | ۲        |          | ۲     |
| ۵                       | ۶          | ایران      | مدافع      | ایمان سلیمی         | ۲        |          | ۲     |
| ۵                       | ۴          | ایران      | هافبک      | روزبه چشمی          | ۲        |          | ۲     |
| ۶                       | ۸۸         | ایران      | هافبک      | آرش رضاوند          | ۱        |          | ۱     |
| ۶                       | ۷۲         | ایران      | مهاجم      | امیرارسلان مطهری    | ۱        |          | ۱     |
| ۶                       | ۲          | ایران      | مدافع      | صالح حردانی         | ۱        |          | ۱     |
| ۶                       | ۳۳         | ایران      | مدافع      | ابوالفضل جلالی      | ۱        |          | ۱     |
| ۶                       | ۱۰         | ایران      | مهاجم      | پیمان بابایی        | ۱        |          | ۱     |
| ۶                       | ۹          | ایران      | هافبک      | مهدی مهدی‌پور        | ۱        |          | ۱     |
| گل به خودی              | گل به خودی | گل به خودی | گل به خودی | گل به خودی          | ۱        | ۰        | ۱     |
| مجموع                   | مجموع      | مجموع      | مجموع      | مجموع               | ۴۰       | ۰        | ۴۰    |
| بروزرسانی ۱۲ خرداد ۱۴۰۳ |            |            |            |                     |          |          |       |

### پاسورها
| رتبه                     | ش.    | ملیت     | پست   | نام بازیکن          | لیگ برتر | جام حذفی | مجموع |
| ------------------------ | ----- | -------- | ----- | ------------------- | -------- | -------- | ----- |
| ۱                        | ۳۳    | ایران    | مدافع | ابوالفضل جلالی      | ۱۰       |          | ۱۰    |
| ۲                        | ۹     | ایران    | هافبک | مهدی مهدی‌پور        | ۴        |          | ۴     |
| ۳                        | ۲۳    | ایران    | مهاجم | آرمان رمضانی        | ۳        |          | ۳     |
| ۴                        | ۸۸    | ایران    | هافبک | آرش رضاوند          | ۲        |          | ۲     |
| ۵                        | ۷۲    | ایران    | مهاجم | امیرارسلان مطهری    | ۱        |          | ۱     |
| ۵                        | ۸     | ایران    | هافبک | سعید مهری           | ۱        |          | ۱     |
| ۵                        | ۷     | ایران    | هافبک | مهرداد محمدی        | ۱        |          | ۱     |
| ۵                        | ۵     | ایران    | مدافع | آرمین سهرابیان      | ۱        |          | ۱     |
| ۵                        | ۲۶    | ایران    | هافبک | امید حامدی‌فر        | ۱        |          | ۱     |
| ۵                        | ۷۷    | ازبکستان | هافبک | جلال‌الدین ماشاریپوف | ۱        |          | ۱     |
| ۵                        | ۳     | ایران    | مدافع | محمدحسین مرادمند    | ۱        |          | ۱     |
| ۵                        | ۱۷    | ایران    | مدافع | جعفر سلمانی         | ۱        |          | ۱     |
| ۵                        | ۱۹    | آرژانتین | مهاجم | گوستاوو بلانکو      | ۱        |          | ۱     |
| مجموع                    | مجموع | مجموع    | مجموع | مجموع               | ۲۸       | ۰        | ۲۸    |
| بروزرسانی: ۱۲ خرداد ۱۴۰۳ |       |          |       |                     |          |          |       |

### دروازه‌بانی
|                          |       |       |                   | لیگ برتر | لیگ برتر | لیگ برتر | جام حذفی | جام حذفی | جام حذفی | مجموع | مجموع | مجموع |
| رتبه                     | ش.    | م.    | نام               | ب.       | گ‌خ       | ک‌ش       | ب.       | گ‌خ       | ک‌ش       | ب.    | گ‌خ    | ک‌ش    |
| ------------------------ | ----- | ----- | ----------------- | -------- | -------- | -------- | -------- | -------- | -------- | ----- | ----- | ----- |
| ۱                        | ۱     | ایران | حسین حسینی        | ۲۹       | ۱۵       | ۱۸       | ۱        | ۲        | ۰        | ۳۰    | ۱۷    | ۱۸    |
| ۲                        | ۱۲    | ایران | محمدرضا خالدآبادی | ۱        | ۰        | ۱        | ۰        | ۰        | ۰        | ۱     | ۰     | ۱     |
| مجموع                    | مجموع | مجموع | مجموع             | ۳۰       | ۱۵       | ۱۹       | ۱        | ۲        | ۰        | ۳۱    | ۱۷    | ۱۹    |
| بروزرسانی: ۱۲ خرداد ۱۴۰۳ |       |       |                   |          |          |          |          |          |          |       |       |       |

### کاپیتان
نکته: اعداد داخل پرانتز، تعداد کاپیتانی بعد از تعویض کاپیتان فیکس است.
| نام                      | لیگ برتر | جام حذفی | مجموع |
| ------------------------ | -------- | -------- | ----- |
| حسین حسینی               | ۲۹       | ۱        | ۳۰    |
| روزبه چشمی               | ۱        | ۰        | ۱     |
| مجموع                    | ۳۰       | ۱        | ۳۱    |
| بروزرسانی: ۱۲ خرداد ۱۴۰۳ |          |          |       |

### گل‌های لیگ برتر بر حسب شش بازه زمانی
| بازه زمانی     | گل زده | بازه زمانی     | گل خورده |
| -------------- | ------ | -------------- | -------- |
| ۱۵ دقیقه اول   | ۱      | ۱۵ دقیقه اول   | ۳        |
| ۱۵ دقیقه دوم   | ۸      | ۱۵ دقیقه دوم   | ۲        |
| ۱۵ دقیقه سوم   | ۵      | ۱۵ دقیقه سوم   | ۰        |
| اضافی نیمه اول | ۲      | اضافی نیمه اول | ۱        |
| جمع نیمه اول   | ۱۶     | جمع نیمه اول   | ۶        |
| ۱۵ دقیقه چهارم | ۱۰     | ۱۵ دقیقه چهارم | ۲        |
| ۱۵ دقیقه پنجم  | ۹      | ۱۵ دقیقه پنجم  | ۲        |
| ۱۵ دقیقه ششم   | ۳      | ۱۵ دقیقه ششم   | ۴        |
| اضافی نیمه دوم | ۲      | اضافی نیمه دوم | ۱        |
| جمع نیمه دوم   | ۲۴     | جمع نیمه دوم   | ۹        |

منبع : IPLstats Goals for/against

## گزارش تصویری
| هفته | تاریخ بازی       | شهر            | لینک اول                                   | لینک دوم |
| ۱    | ۱۹ مرداد ۱۴۰۲    | آبادان، ایران  | گزارش تصویری نفت آبادان ۰ – استقلال ۳      | لینک دوم |
| ۲    | ۲۶ مرداد ۱۴۰۲    | تهران، ایران   | گزارش تصویری استقلال ۱ – ملوان ۰           | لینک دوم |
| ۳    | ۱ شهریور ۱۴۰۲    | اصفهان، ایران  | گزارش تصویری سپاهان ۱ – استقلال ۰          | لینک دوم |
| ۴    | ۶ شهریور ۱۴۰۲    | تهران، ایران   | گزارش تصویری استقلال ۱ – استقلال خوزستان ۰ | لینک دوم |
| ۵    | ۲۳ آذر ۱۴۰۲      | تهران، ایران   | گزارش تصویری پرسپولیس ۱ – استقلال ۱        | لینک دوم |
| ۶    | ۲۸ مهر ۱۴۰۲      | تهران، ایران   | گزارش تصویری استقلال ۳ – هوادار ۲          | لینک دوم |
| ۷    | ۱۵ مهر ۱۴۰۲      | رفسنجان، ایران | گزارش تصویری مس رفسنجان ۰ – استقلال ۱      | لینک دوم |
| ۸    | ۵ آبان ۱۴۰۲      | تهران، ایران   | گزارش تصویری استقلال ۱ – آلومینیوم اراک ۰  | لینک دوم |
| ۹    | ۱۱ آبان ۱۴۰۲     | قزوین، ایران   | گزارش تصویری شمس‌آذر ۲ – استقلال ۲          | لینک دوم |
| ۱۰   | ۲۰ آبان ۱۴۰۲     | تهران، ایران   | گزارش تصویری استقلال ۲ – تراکتور ۰         | لینک دوم |
| ۱۱   | ۴ آذر ۱۴۰۲       | اصفهان، ایران  | گزارش تصویری ذوب‌آهن ۱ – استقلال ۱          | لینک دوم |
| ۱۲   | ۱۸ آذر ۱۴۰۲      | اهواز، ایران   | گزارش تصویری فولاد ۰ – استقلال ۰           | لینک دوم |
| ۱۳   | ۲۸ آذر ۱۴۰۲      | تهران، ایران   | گزارش تصویری استقلال ۴ – نساجی ۰           | لینک دوم |
| ۱۴   | ۳ دی ۱۴۰۲        | سیرجان، ایران  | گزارش تصویری گل‌گهر سیرجان ۱ – استقلال ۱    | لینک دوم |
| ۱۵   | ۹ دی ۱۴۰۲        | تهران، ایران   | گزارش تصویری استقلال ۲ – پیکان ۱           | لینک دوم |
| ۱۶   | ۲۷ بهمن ۱۴۰۲     | تهران، ایران   | گزارش تصویری استقلال ۱ - نفت آبادان ۰      | لینک دوم |
| ۱۷   | ۳ اسفند ۱۴۰۲     | انزلی، ایران   | گزارش تصویری ملوان ۱ – استقلال ۱           | لینک دوم |
| ۱۸   | ۸ اسفند ۱۴۰۲     | تهران، ایران   | گزارش تصویری ملوان ۱ – استقلال ۱           | لینک دوم |
| ۱۹   | ۱۸ اسفند ۱۴۰۲    | اهواز، ایران   | گزارش تصویری استقلال خوزستان ۰ – استقلال ۱ | لینک دوم |
| ۲۰   | ۲۳ اسفند ۱۴۰۲    | تهران، ایران   | گزارش تصویری استقلال ۰ – پرسپولیس ۰        | لینک دوم |
| ۲۱   | ۲۷ اسفند ۱۴۰۲    | تهران، ایران   | گزارش تصویری هوادار ۰ – استقلال ۱          | لینک دوم |
| ۲۲   | ۱۸ فروردین ۱۴۰۳  | تهران، ایران   | گزارش تصویری استقلال ۲ – مس رفسنجان ۲      | لینک دوم |
| ۲۳   | ۲۴ فروردین ۱۴۰۳  | اراک، ایران    | گزارش تصویری آلومینیوم ۰ – استقلال ۱       | لینک دوم |
| ۲۴   | ۳۱ فروردین ۱۴۰۳  | تهران، ایران   | گزارش تصویری استقلال ۳ – شمس‌آذر ۲          | لینک دوم |
| ۲۵   | ۱۲ اردیبهشت ۱۴۰۳ | تبریز، ایران   | گزارش تصویری تراکتور ۰ – استقلال ۰         | لینک دوم |
| ۲۶   | ۱۷ اردیبهشت ۱۴۰۳ | تهران، ایران   | گزارش تصویری استقلال ۲ – ذوب‌آهن ۱          | لینک دوم |
| ۲۷   | ۲۴ اردیبهشت ۱۴۰۳ | تهران، ایران   | گزارش تصویری استقلال ۱ – فولاد ۰           | لینک دوم |
| ۲۸   | ۴ خرداد ۱۴۰۳     | قائمشهر، ایران | گزارش تصویری نساجی ۰ – استقلال ۰           | لینک دوم |
| ۲۹   | ۸ خرداد ۱۴۰۳     | تهران، ایران   | گزارش تصویری استقلال ۱ – گل‌گهر ۰           | لینک دوم |
| ۳۰   | ۱۲ خرداد ۱۴۰۳    | تهران، ایران   | گزارش تصویری پیکان ۰ – استقلال ۲           | لینک دوم |

| مرحله      | تاریخ بازی    | شهر            | لینک اول                              | لینک دوم |
| ۱/۱۶ نهایی | ۱۴ اسفند ۱۴۰۲ | رفسنجان، ایران | گزارش تصویری مس رفسنجان ۲ – استقلال ۰ | لینک دوم |

| شماره      | تاریخ بازی    | لینک اول                                  | لینک دوم |
| بازی اول   | ۱۹ تیر ۱۴۰۲   | گزارش تصویری استقلال ۴ – امید استقلال ۰   |          |
| بازی دوم   | ۲۲ تیر ۱۴۰۲   | گزارش تصویری استقلال ۳ – پیکان ۰          | لینک دوم |
| بازی چهارم | ۱ مرداد ۱۴۰۲  | گزارش تصویری استقلال ۱ – آلومینیوم اراک ۰ |          |
| بازی پنجم  | ۱۳ مرداد ۱۴۰۲ | گزارش تصویری استقلال ۲ – آریو اسلامشهر ۰  | لینک دوم |
| بازی ششم   | ۲۰ مرداد ۱۴۰۲ | گزارش تصویری استقلال ۲ – شهرراز شیراز ۲   | لینک دوم |
| بازی هفتم  | ۲۷ مرداد ۱۴۰۲ | گزارش تصویری استقلال ۰ – داماش گیلان ۲    |          |
| بازی دهم   | ۱۰ مهر ۱۴۰۲   | گزارش تصویری استقلال ۱ – ملوان انزلی ۰    |          |

## مصدومان فصل
| مصدومان استقلال در فصل ۰۲–۱۴۰۱ | مصدومان استقلال در فصل ۰۲–۱۴۰۱ | مصدومان استقلال در فصل ۰۲–۱۴۰۱ | مصدومان استقلال در فصل ۰۲–۱۴۰۱ | مصدومان استقلال در فصل ۰۲–۱۴۰۱ | مصدومان استقلال در فصل ۰۲–۱۴۰۱ |
| رده                            | نام                            | بازی                           | تاریخ مصدومیت                  | پایان مصدومیت                  | نوع مصدومیت                    |
| ------------------------------ | ------------------------------ | ------------------------------ | ------------------------------ | ------------------------------ | ------------------------------ |
| ۱                              | رضا میرزایی                    | فصل گذشته                      | ۳۰ اردیبهشت ۱۴۰۲               | تعطیلات نیم فصل                | پارگی رباط صلیبی               |
| ۲                              | آرمین سهرابیان                 | نفت آبادان                     | ۱۹ مرداد ۱۴۰۲                  | ۱۵ مهر ۱۴۰۲                    | عضله دوقلوی پای راست           |
| ۳                              | پیمان بابایی                   | پیام تهران (دوستانه)           | ۲۲ مهر ۱۴۰۲                    | ۲۴ آبان ۱۴۰۲                   |                                |
| ۴                              | زبیر نیک‌نقس                    | تمرین                          | ۱ آبان ۱۴۰۲                    | ۲۴ آبان ۱۴۰۲                   | همسترینگ                       |
| ۵                              | محمدحسین مرادمند               | تراکتور                        | ۲۰ آبان ۱۴۰۲                   | ۵ دی ۱۴۰۲                      | مچ پا                          |
| ۶                              | ایمان سلیمی                    | فولاد                          | ۱۸ آذر ۱۴۰۲                    | ۲۵ دی ۱۴۰۲                     | همسترینگ                       |
| ۷                              | کوین یامگا                     | تمرینات نیم فصل                | ۲۶ دی ۱۴۰۲                     |                                | چشم                            |
| ۸                              | صالح حردانی                    | تمرینات                        | ۱۵ فروردین ۱۴۰۳                | ۲۸ فروردین۱۴۰۳                 |                                |
| ۹                              | مهدی مهدی‌پور                   | مس رفسنجان                     | ۱۸ فروردین ۱۴۰۳                |                                | رباط صلیبی                     |
| ۱۰                             | رافائل سیلوا                   | تمرین تیم                      | ۱۵ فروردین ۱۴۰۳                |                                |                                |
| ۱۱                             | آرمین سهرابیان                 | تمرین تیم                      | ۲۸ فروردین ۱۴۰۳                |                                |                                |
| ۱۲                             |                                |                                |                                |                                |                                |
| ۱۳                             |                                |                                |                                |                                |                                |

تاریخ به روز رسانی: ۲ اردیبهشت ۱۴۰۳